# Bad Wildbad
Bad Wildbad (bis 1990 Wildbad im Schwarzwald) ist eine Kurstadt im Landkreis Calw in Baden-Württemberg. Die Stadt liegt im Nordschwarzwald im Tal der Enz.

## Geographie

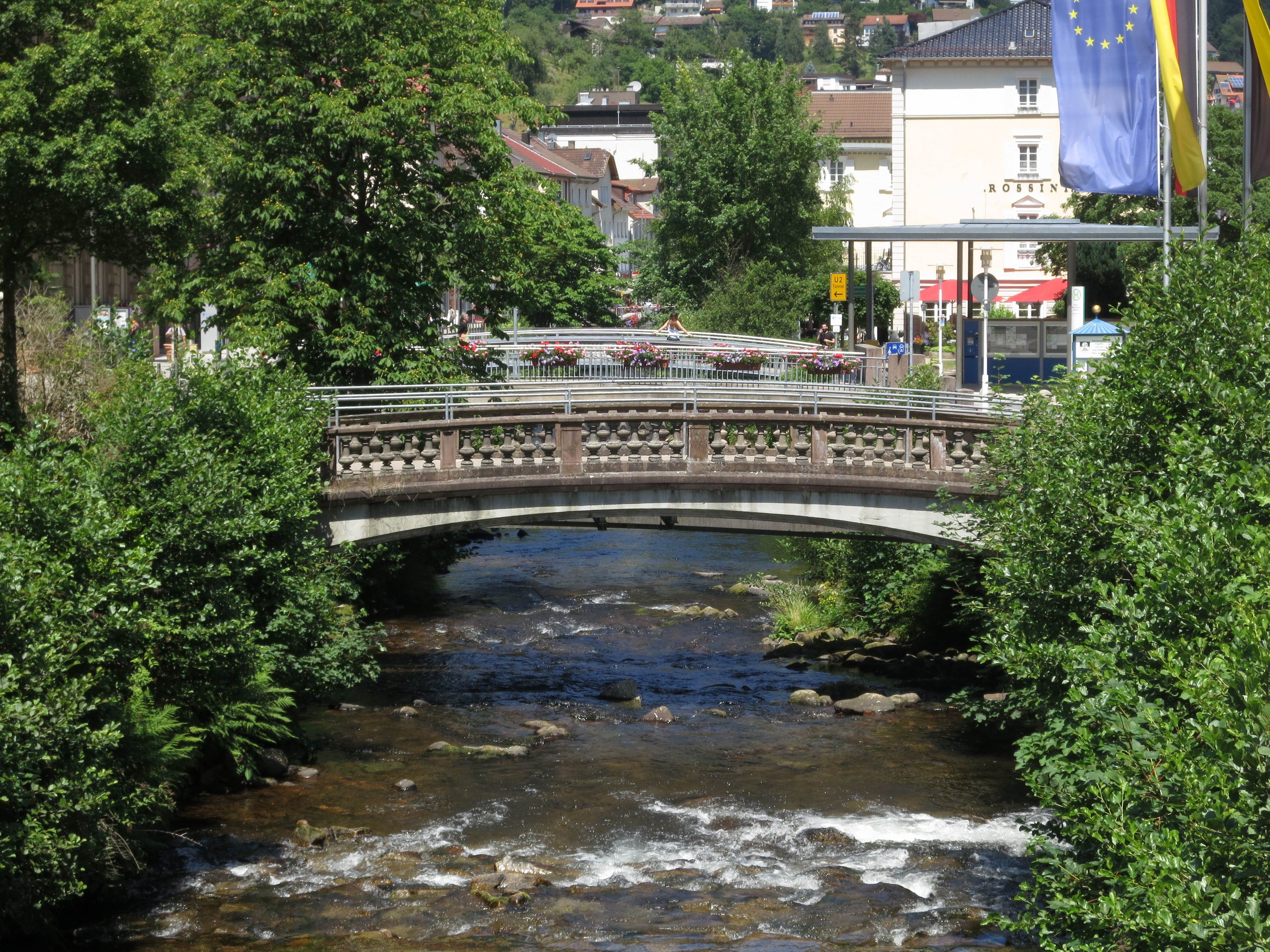
Enz in Bad Wildbad

### Geographische Lage
Bad Wildbad liegt im dicht bewaldeten nördlichen Schwarzwald am Grunde des eng in die Buntsandsteinhochflächen eingeschnittenen Tales der Enz, eines Nebenflusses des Neckars. Im Ortsteil Calmbach vereinigen sich die beiden Quellflüsse Kleine Enz und Große Enz zur eigentlichen Enz. Die Höhenlage der Gemarkung beträgt zwischen 374 m ü. NHN und 956 m ü. NHN. Innerhalb der naturräumlichen Gliederung des Schwarzwaldes zählt Bad Wildbad zum Naturraum Grindenschwarzwald und Enzhöhen.
Nachbargemeinden sind im Uhrzeigersinn, beginnend im Nordwesten: Dobel (Landkreis Calw), Neuenbürg (Enzkreis), Höfen an der Enz, Schömberg; im Osten Oberreichenbach und Neuweiler; im Süden Simmersfeld und Enzklösterle (alle Landkreis Calw); im Westen Gernsbach (Landkreis Rastatt).
Aufgrund seiner Zugehörigkeit zum Landkreis Calw gehört Bad Wildbad zur Raumordnungsregion Nordschwarzwald.

### Stadtgliederung
Die Stadt Bad Wildbad besteht aus den ehemaligen Gemeinden Aichelberg, Calmbach und Wildbad im Schwarzwald. Zur ehemaligen Gemeinde Aichelberg (Gemeinde Bergorte) gehören das Dorf Aichelberg, die Orte Hünerberg, Meistern und die Aichelberger Sägmühle, „Kälbermühle, Pumpwerk“ und Rehmühle. Zur ehemaligen Gemeinde Calmbach gehören das Dorf Calmbach und der Ort Tannmühle. Zur ehemaligen Gemeinde Wildbad im Schwarzwald in den Grenzen von 1973 gehören die Kernstadt, die Weiler Christophshof, Nonnenmiß und Sprollenhaus, die Orte Grünhütte, Kälbermühle, Kleinenzhof, Lautenhof, Sommerberg, das Gehöft Kohlhäusle und die Häuser Rollwasser und Sprollenmühle.
Die Wohnplätze Hochwiese und Ziegelhütte im Gebiet der ehemaligen Gemeinde Wildbad im Schwarzwald wurden am 17. August 1970 aufgehoben.

### Klima
Wegen seiner besonderen Tallage ist die Sonneneinstrahlungsdauer eines Tages im Schnitt um zwei Stunden kürzer als in den umliegenden Gemeinden. Die Durchschnittstemperatur ist deshalb um etwa 1 °C niedriger als in anderen Schwarzwaldorten, die sich auf derselben Höhe (424 m ü. NN) befinden. Allerdings gilt dies nicht für den Sommerberg und die im Süden gelegenen Bergorte Aichelberg, Hünerberg und Meistern, die auf dem Berg in 700 bis 800 m ü. NN liegen.

## Geschichte

### Geschichte Wildbads

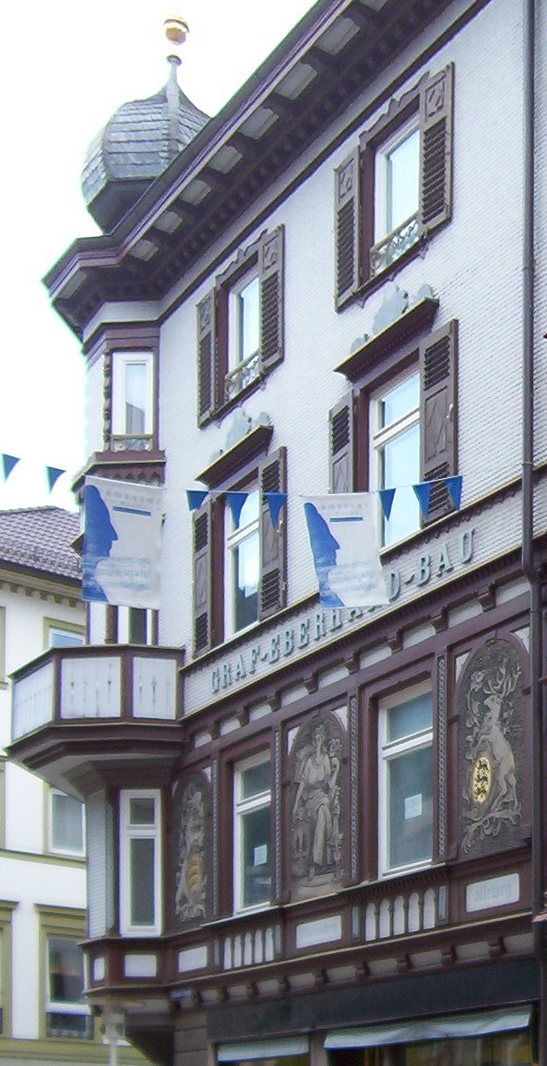
Graf-Eberhard-Bau

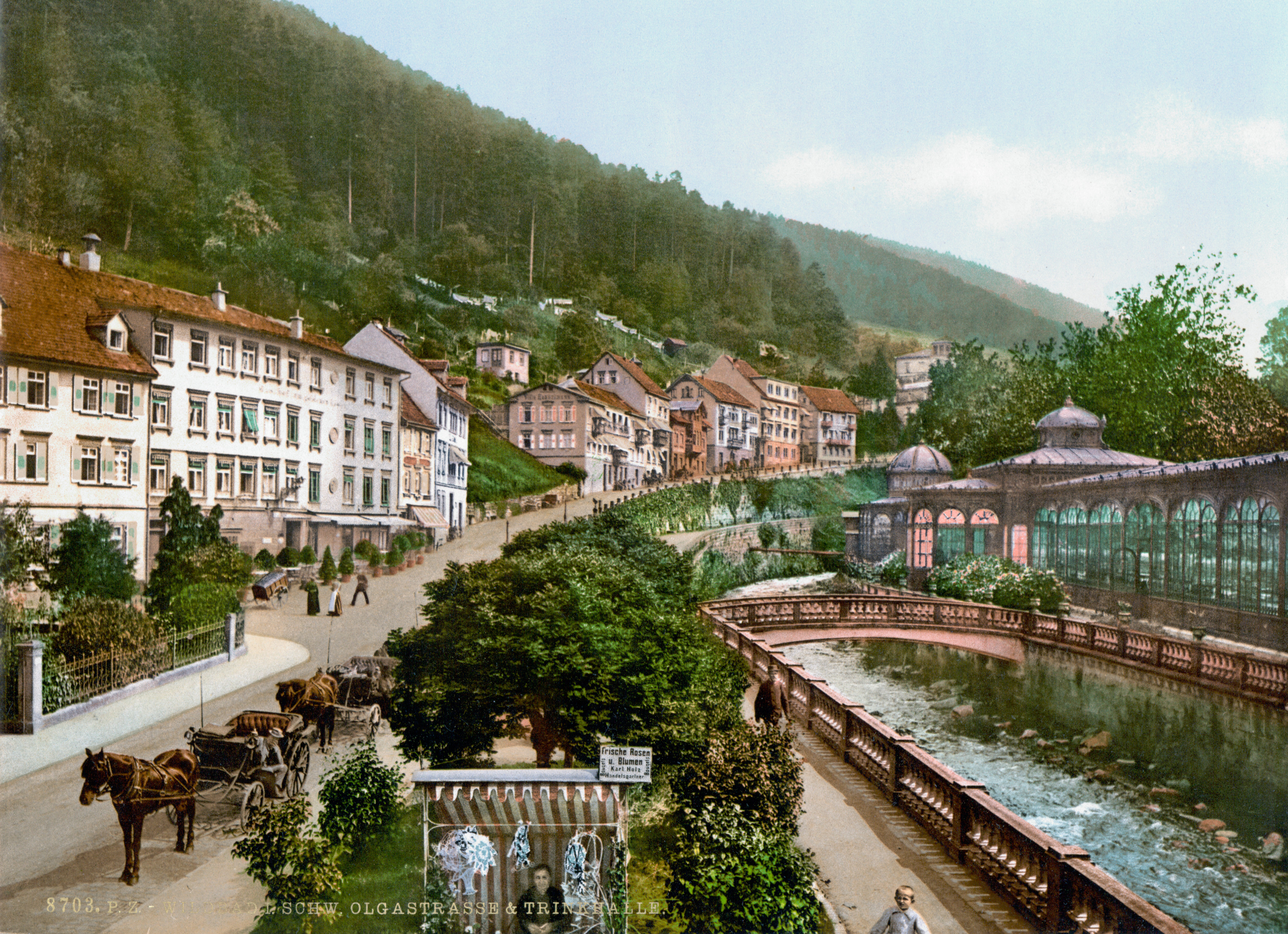
Wildbad um 1900 – Olgastraße

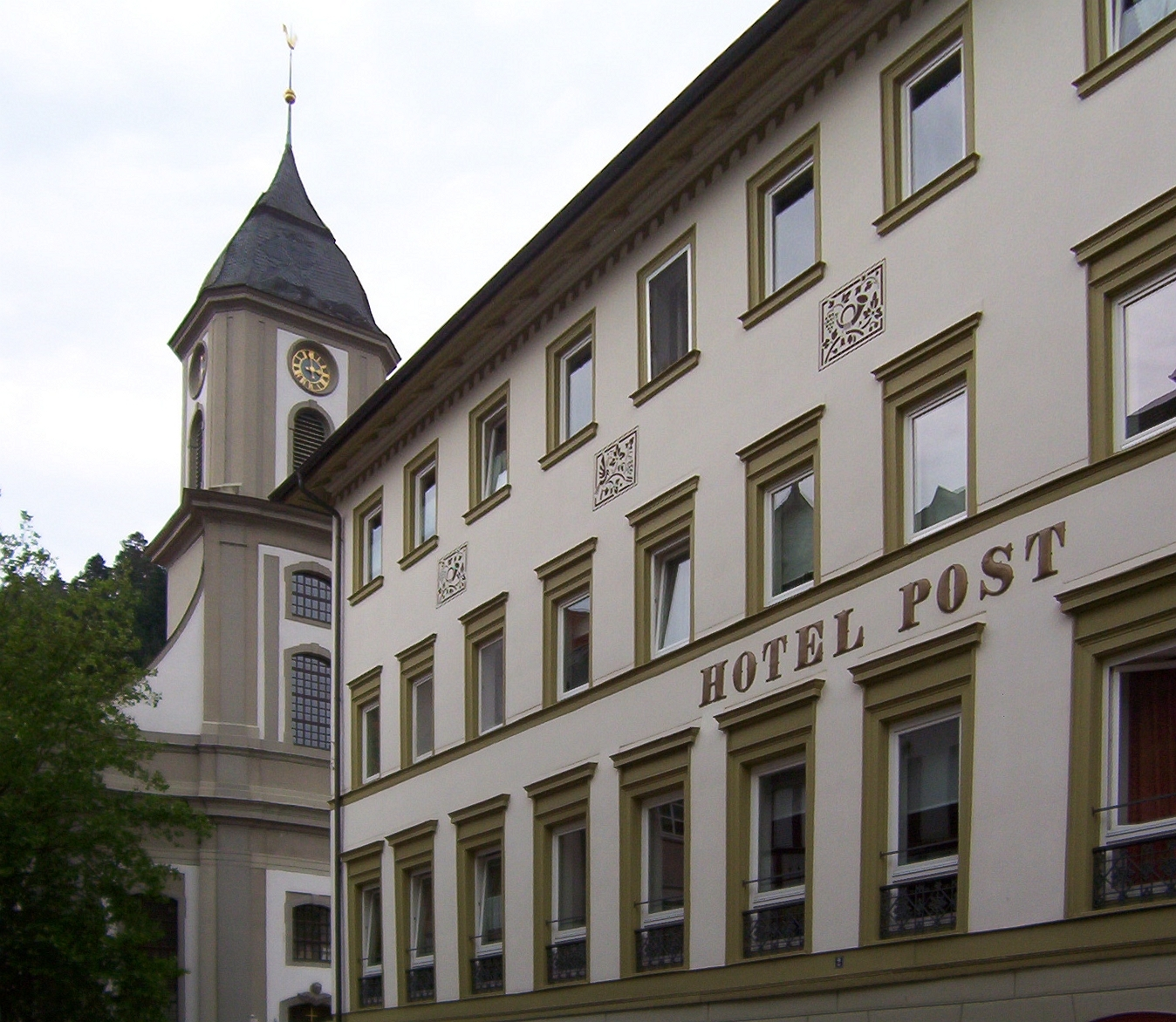
Hotel Post

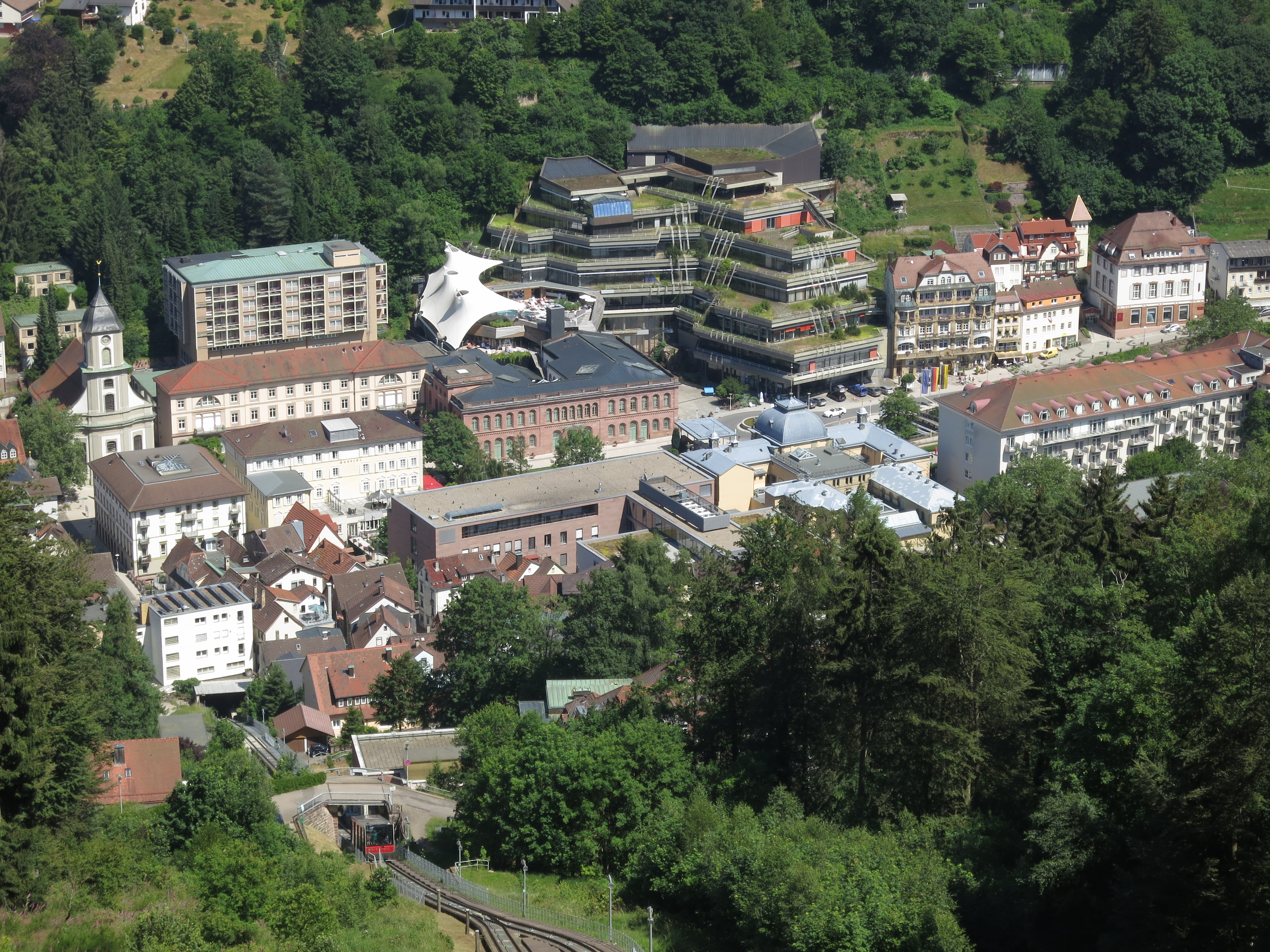
Blick vom Sommerberg auf Bad Wildbad

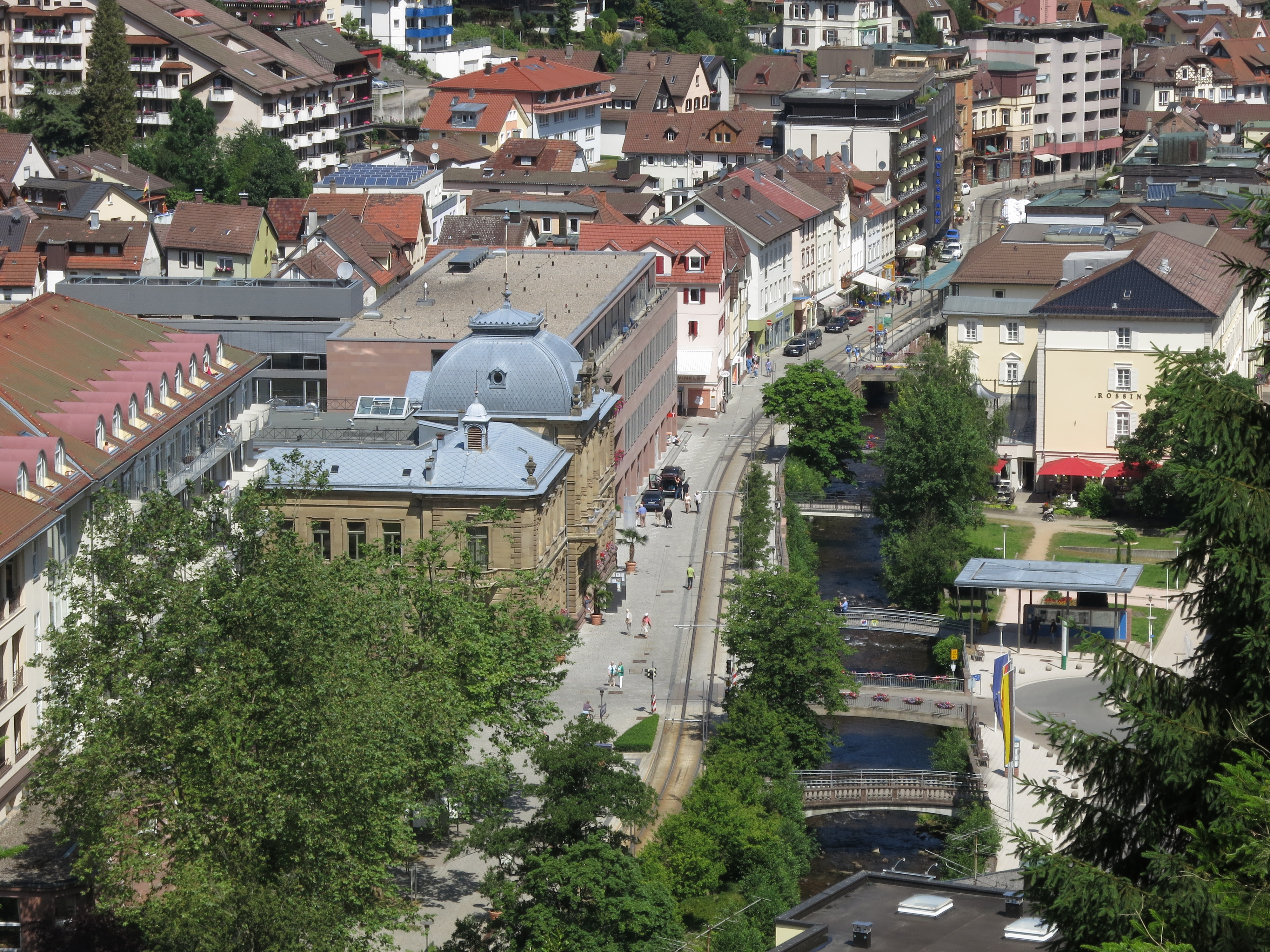
Innenstadt mit König-Karls-Bad

Ein Wiltbade wurde erstmals 1345 urkundlich erwähnt. Darin wurde Burg und Stadt Zavelstein „ane das Wiltbade das hant sie In behabet“ an die Pfalzgrafen von Tübingen verpfändet. 1367 wurde Graf Eberhard II. von Württemberg (auch der Greiner genannt), der sich mit seiner Familie im Wildbade befand, von den Martinsvögeln überfallen. Mit knapper Not konnte er entkommen und sich auf seine Burg Zavelstein retten. In Ludwig Uhlands Gedicht wird diese Episode heroisiert dargestellt (Vgl.  Der reichste Fürst von Justinus Kerner). Diese Nennungen sind jedoch unsicher, da sie sich auch auf Bad Teinach beziehen können.
Es ist jedoch sicher, dass Wildbad schon im frühen Mittelalter bestand. Darauf deutet auch der 1904 entdeckte Urquell hin. Die dort aufgefundenen Gefäße und Eichenholzstücke wurden in Radiokarbon- und dendrochronologischen Untersuchungen auf das 12. Jahrhundert datiert.
Die erste sichere Nennung Wildbads ist von 1376, als Adolf von Nassau, der Bischof zu Speyer, ersucht wird, den Wildbader Kaplan zu ermächtigen, selbst Taufen und Beerdigungen vorzunehmen und Legate sowie den Zehnten zu empfangen. Wildbad wurde zum Schutz mit einer Mauer umgeben und 1442 zur Amtsstadt erhoben. Im 15. Jahrhundert erscheint Wildbad bereits als bedeutender Badeort. Viele adlige und hochgestellte Gäste suchten in den Thermalbädern Heilung ihrer Gebrechen.
Während des Bauernaufstands 1525 befanden sich beispielsweise viele Ritter und einige Fürsten und Äbte in Wildbad. Ihre Herbergen waren mit Fahnen, Wappen und Schildern behängt, wodurch sich das Feuer beim großen Stadtbrand rasch ausbreiten konnte. In dieser Zeit war Wildbad eine der Hochburgen der Wismutmalerei. Die adligen Gäste nahmen gerne als Souvenir die auf Wismutgrund bemalten Kästchen mit. Sogar ein Flügelaltärchen der Äbtissin Veus soll dort 1551 hergestellt worden sein. Schon 1514 gab es in Wildbad eine städtische Ordnung der Maler, Dreher und Ladenmacher.
Der von Kaiser Maximilian I. erstellte Freiheitsbrief, der 1525 verbrannte, wurde 1530 von Kaiser Karl V. erneuert.
Bis zur Reformation gehörte die Wildbader Pfarrei zum Landkapitel Weil der Stadt im Archidiakonat Trinitatis des Bistums Speyer.
Im Laufe der Jahrhunderte nahm Wildbad einen stürmischen Aufschwung, dank der Förderung durch die Grafen, Herzöge und Könige von Württemberg. Moderne Badegebäude, das Herzogliche Palais, die Kuranlagen sowie moderne Hotels und Gasthäuser wurden erstellt, um die ständig wachsende Zahl der Badegäste aufzunehmen. Unterbrochen durch Kriege und Stadtbrände wurde das herzogliche, später königliche Bad wiederholt aufgebaut und modernisiert.
Das Amt Wildbad kam 1807 bei der Umsetzung der neuen Verwaltungsgliederung im Königreich Württemberg zum Oberamt Neuenbürg. Bei der Kreisreform während der NS-Zeit in Württemberg gelangte Wildbad 1938 zum Landkreis Calw.
Am 12. Januar 1945 trafen sich der Reichsführer-SS Heinrich Himmler und der ehemalige Schweizer Bundespräsident Jean-Marie Musy im Wildbader Hotel Post und verhandelten über die Freilassung jüdischer KZ-Häftlinge. Der NS-Staat wollte auf diesem Weg an Devisen oder militärische Ausrüstung gelangen.
Nach dem Zweiten Weltkrieg fiel Wildbad in die Französische Besatzungszone und kam somit 1947 zum neu gegründeten Land Württemberg-Hohenzollern. 1952 ging das provisorische Nachkriegsland im Regierungsbezirk Südwürttemberg-Hohenzollern auf und gehört seither zum neuen Bundesland Baden-Württemberg. Mit der Kreisreform zum 1. Januar 1973 erreichte der Landkreis Calw seine heutige Ausdehnung. Der Landkreis wurde gleichzeitig Teil der neu gegründeten Region Nordschwarzwald, die dem damals neu umschriebenen Regierungsbezirk Karlsruhe zugeordnet wurde. Somit wird die ehedem württembergische Stadt Bad Wildbad von der vormals badischen Hauptstadt Karlsruhe aus verwaltet.

### Geschichte der Ortsteile

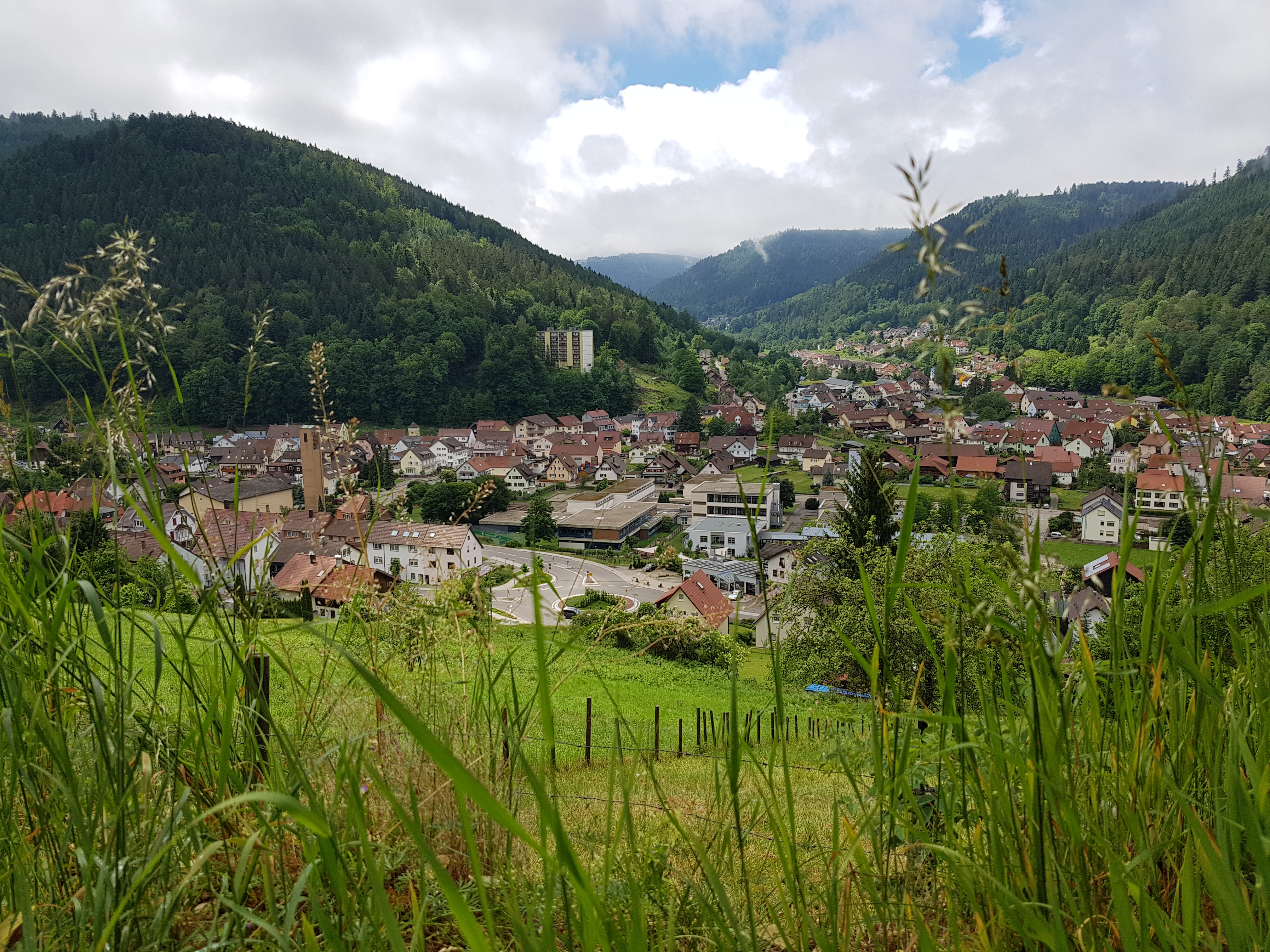
Calmbach aus Richtung Norden

#### Calmbach
Der Ort wird im Jahr 830 als Calenbach im Codex Hirsaugiensis erstmals genannt, da im 9. Jahrhundert das Kloster Hirsau hier begütert war. Ganz deutlich wird Calmbach 1100 erwähnt, als eine Calwer Gräfin Richlind dem Kloster Hirsau sechs Hüben und sechs Leibeigene „ad Calenbach“ schenkt. Im 14. Jahrhundert war der Ort im Besitz der Grafen von Vaihingen. Zusammen mit Neuenbürg kam Calmbach an die Grafschaft Württemberg.
Haupterwerbsquelle der Bewohner waren die Flößerei und die Waldwirtschaft. Die Landwirtschaft war unbedeutend. Holzhändler (auch Schiffer genannt) brachten es zu Reichtum und Wohlstand, während die Einwohner ein karges Dasein fristeten.
Mit dem Prädikat Luftkurort begann in den 1930er Jahren der Fremdenverkehr als zusätzliche Erwerbsquelle. Heute ist der Stadtteil, der auch als Fünftälerort bezeichnet wird, eine Wohngemeinde mit erschlossener Infrastruktur.
Zu Beginn der 1950er Jahre gab es im Ort ein Zeltferienlager der Freien Deutschen Jugend (FDJ). Seit 2005 beherbergt Calmbach mehr als 5.000 Einwohner.

#### Sprollenhaus und Nonnenmiß

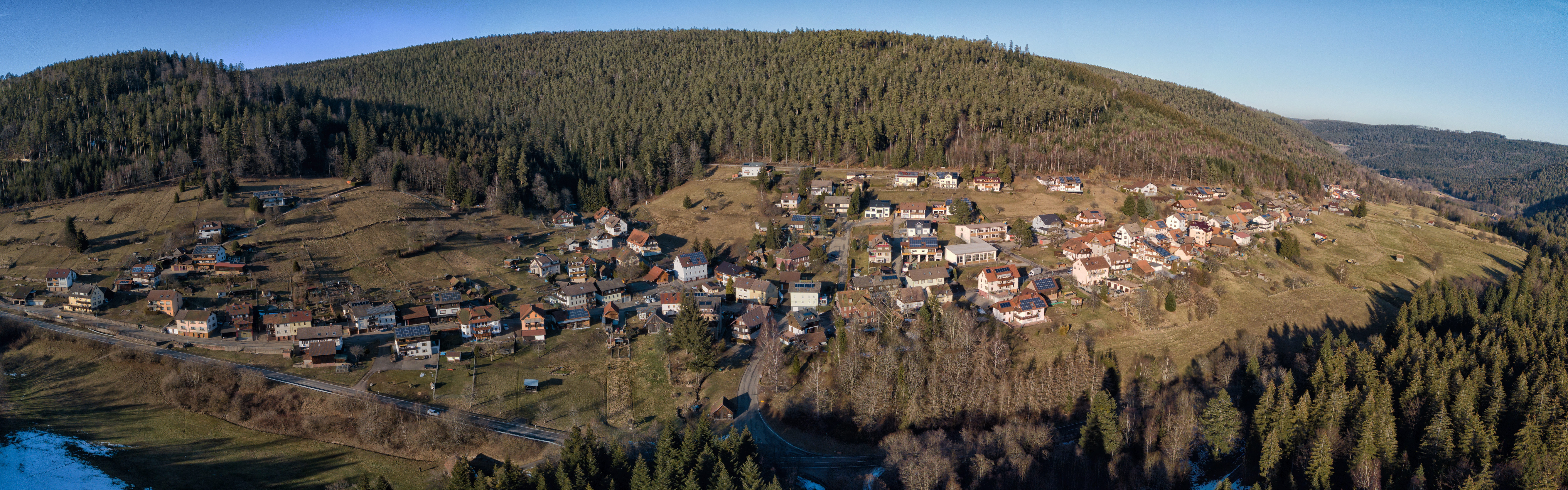
Blick über den Ortsteil Sprollenhaus (Luftaufnahme)

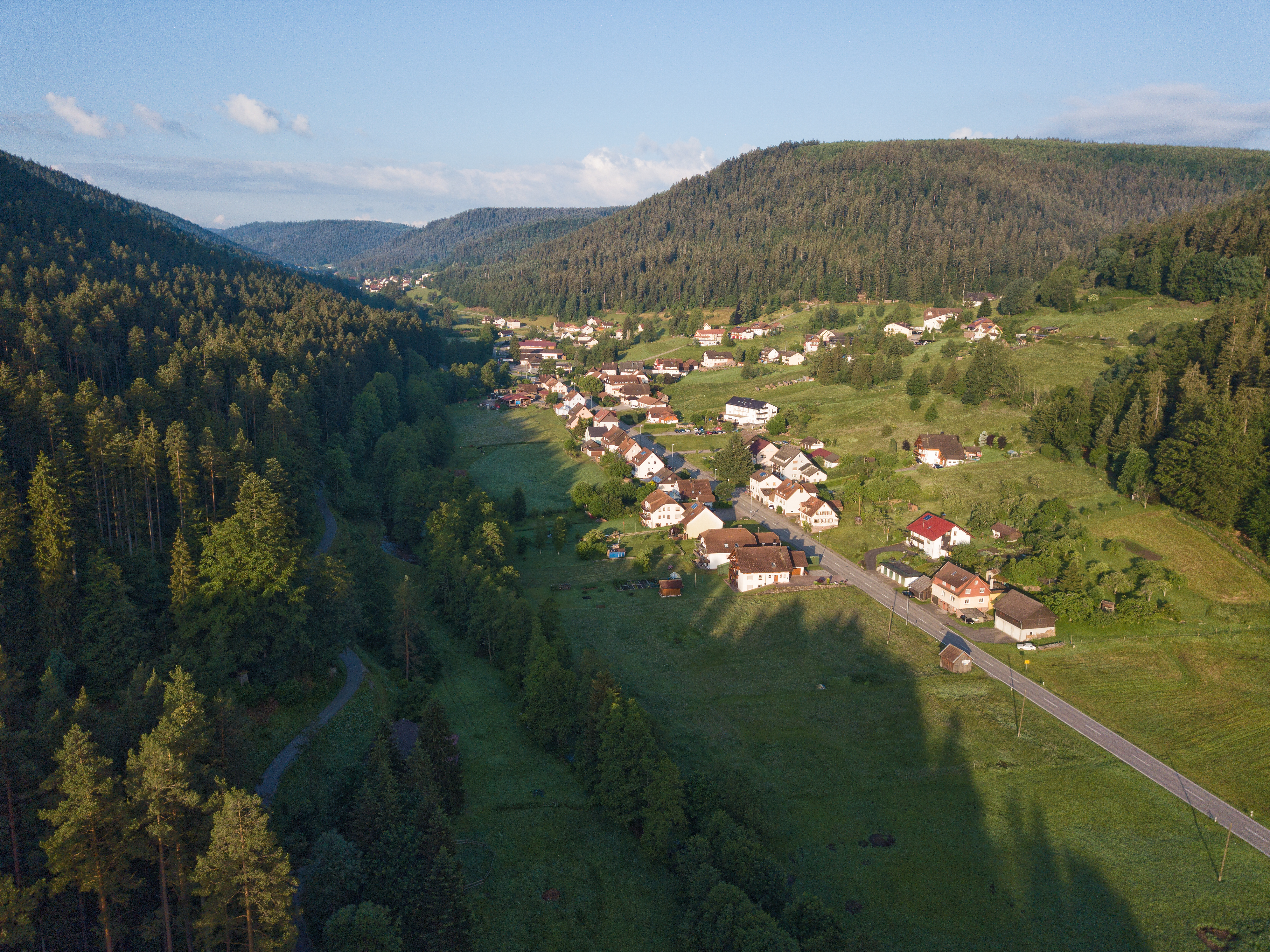
Blick über den zu Bad Wildbad gehörenden Teil von Nonnenmiß (Luftaufnahme)

Die erste urkundliche Erwähnung ist eine Besiedelung des Kegelbachtals, (früher Mühlbachtal) mit einer Sägmühle im Jahr 1528. Um das Jahr 1560 wird in der Spolenwaser-Hut ein Forsthaus errichtet. In den Jahren 1594 und 1624 erscheint die kleine Ansiedlung urkundlich unter Spollenhauß.
Um 1763 wurde Sprollenhaus größer durch die Ansiedlung von Kolonisten, die den Wald rodeten, um Ackerland zu gewinnen, und als Holzhauer ihren Unterhalt verdienten. Heute sind Sprollenhaus und Nonnenmiß Wohngemeinden.

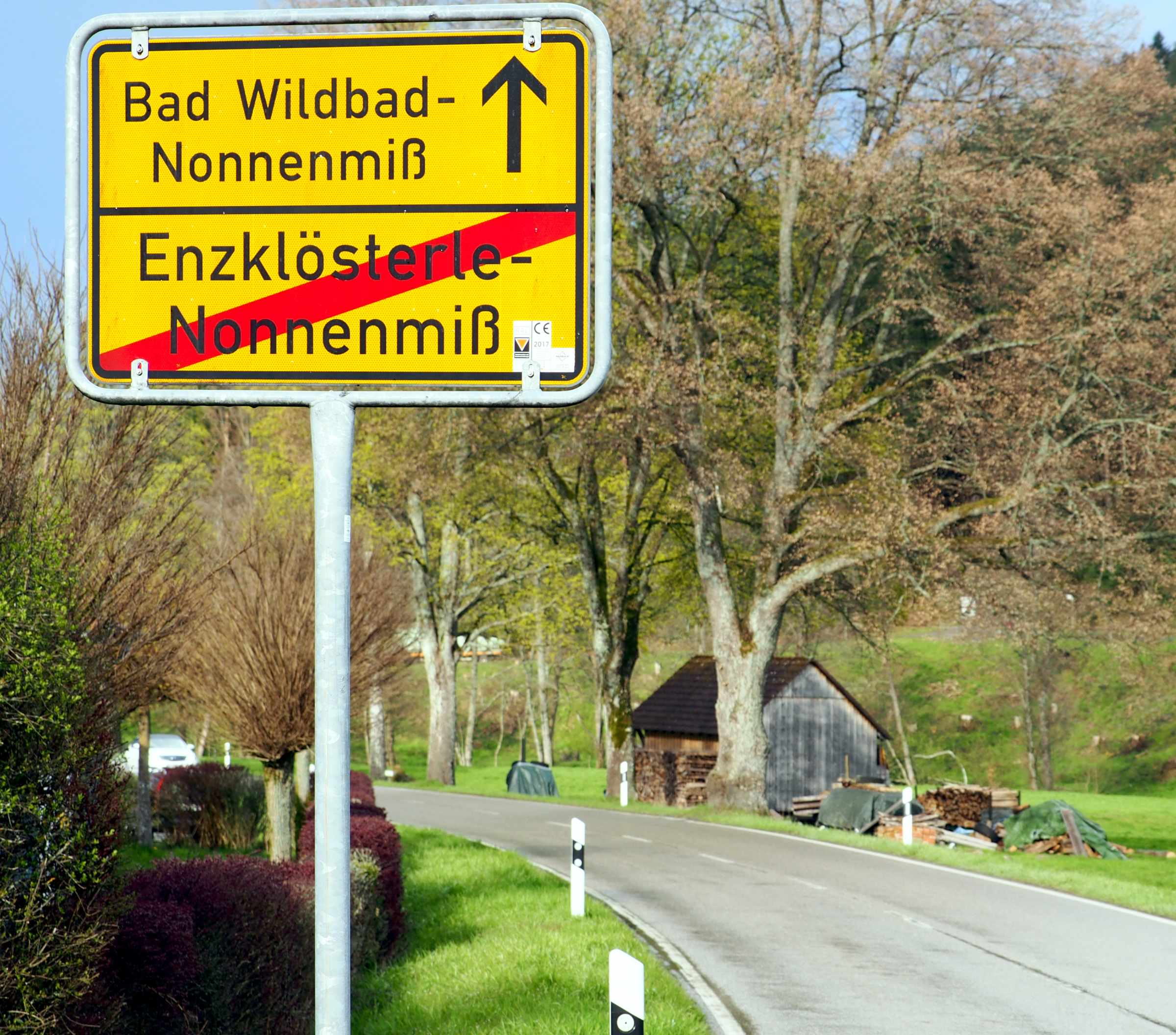
Ortstafel zwischen Enzklösterle-Nonnenmiß und Bad Wildbad-Nonnenmiß

Der Ortsteil Nonnenmiß ist zweigeteilt: Der größere nördliche Teil gehört zu Bad Wildbad, der Bereich südlich des Dietersbaches gehört zur Gemeinde Enzklösterle. Dass ein Frauenkloster in der Gegend stand, das dem Ort Nonnenmiß seinen Namen gab, ist nicht hinreichend belegt. Man geht davon aus, dass der Ortsname die Bedeutung „feuchte sumpfige Wiese (sogenannte Miß), auf der sich verschnittene weibliche Schweine (sogenannte Nonnen) befinden“, hat.

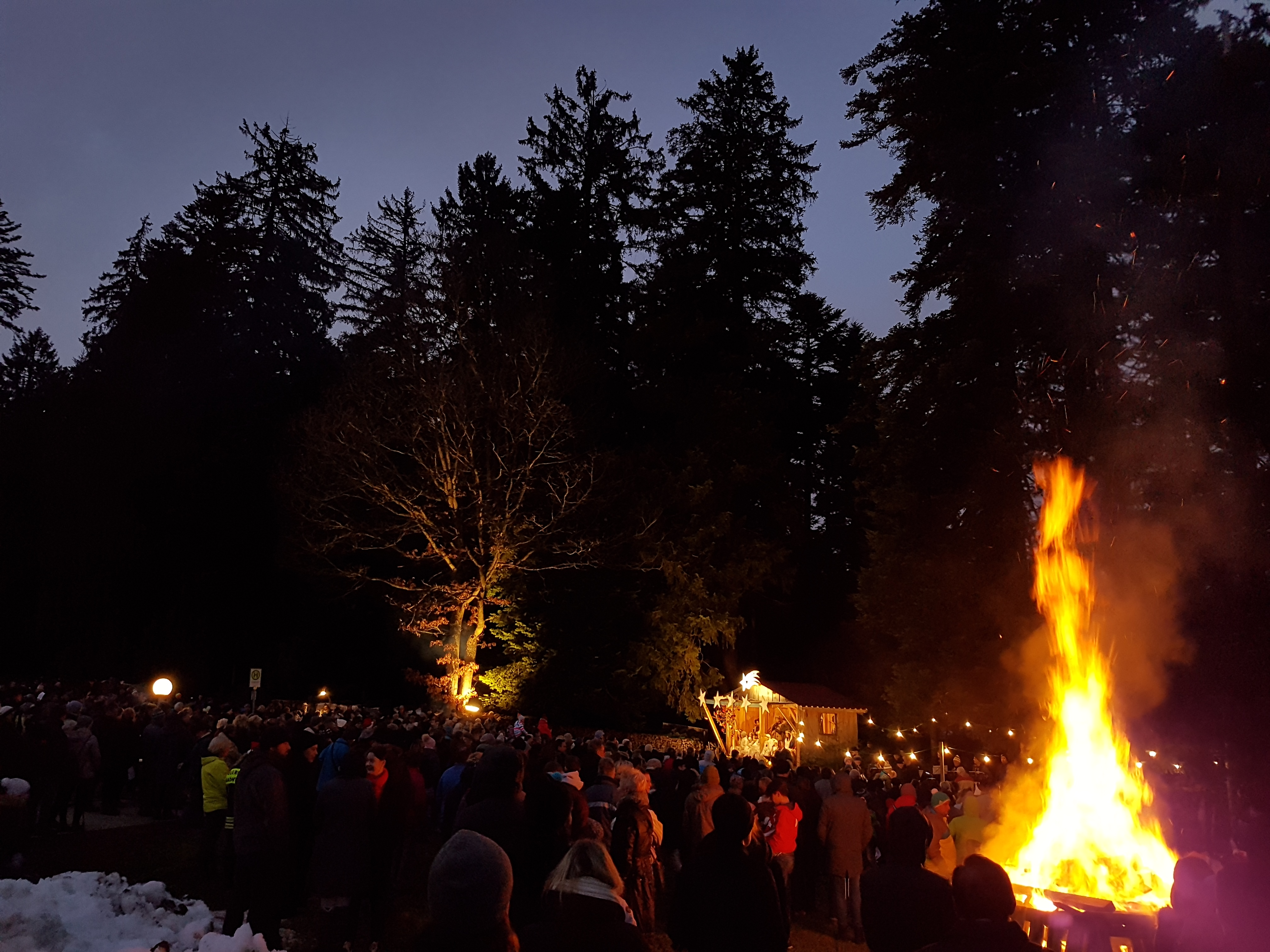
Waldweihnacht in Bad Wildbad-Aichelberg jährlich am 24. Dezember

#### Aichelberg, Hünerberg, Meistern und Rehmühle (ehemalige Gemeinde Bergorte)

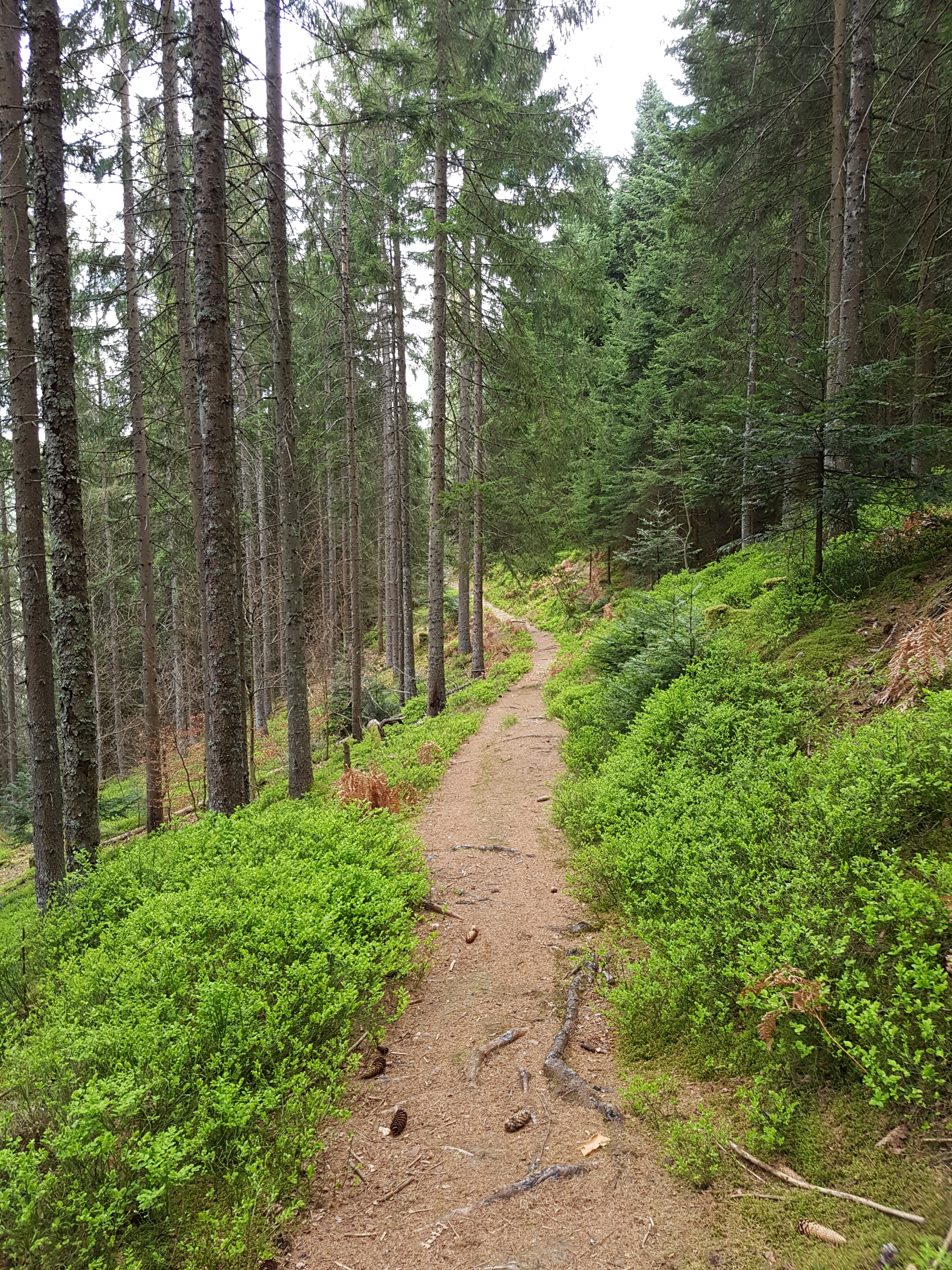
Ein Stück des historischen Rundwanderweges Fautsburg

Der Bergort wurde um 1330 als Villula Aychelberc erstmals genannt. Die Ortsherren waren damals die Herren von Fautsberg und ihre Erben, die Herren Horneck von Hornberg. Sie verkauften die Burg und die zugehörigen Orte zur Hälfte an Württemberg, die andere Hälfte wurde 1345 von den Pfalzgrafen von Tübingen an Württemberg veräußert. Der Name Hünerberg stammt eventuell von Auerhanborg.

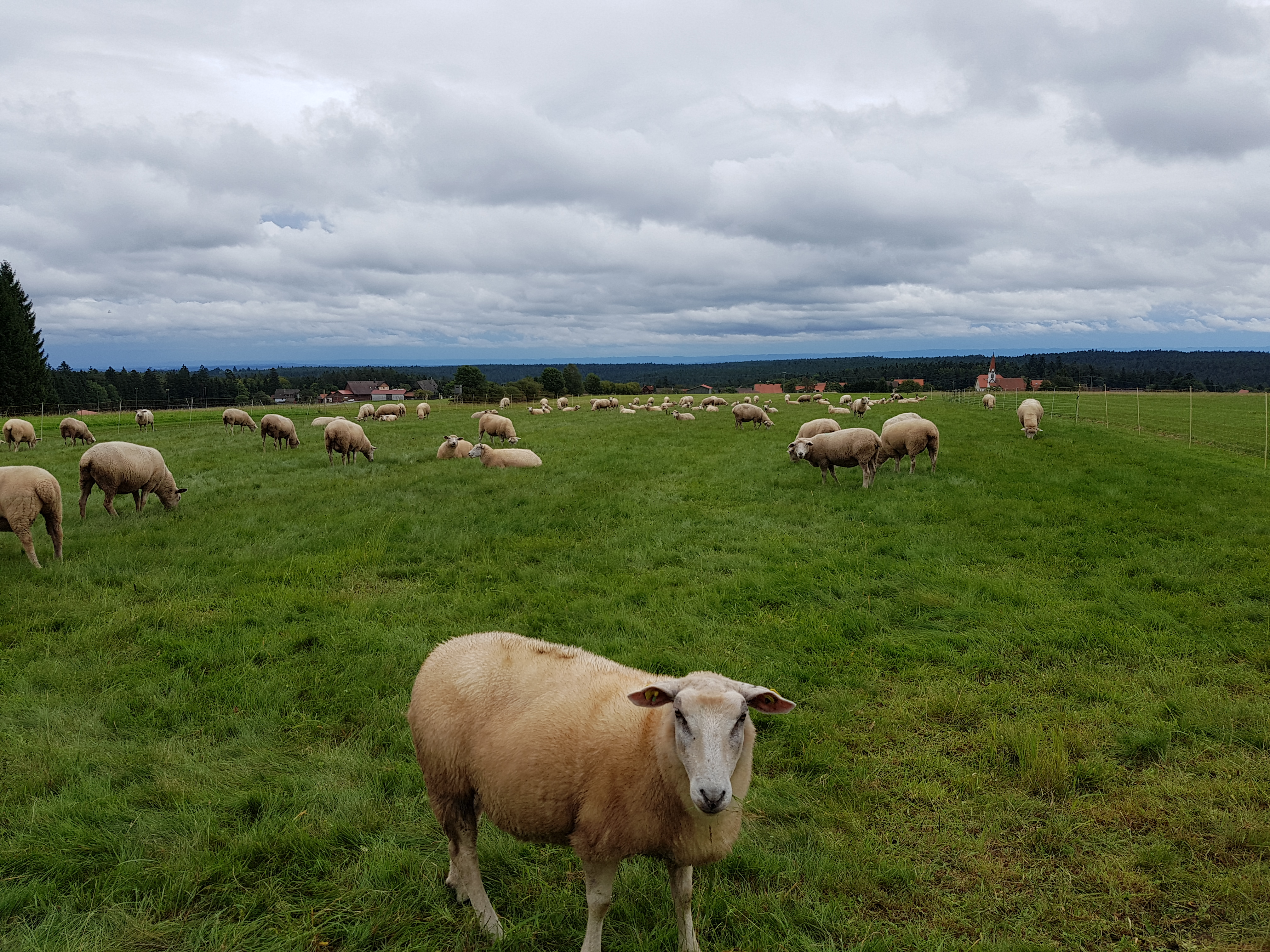
Aichelberger Blick mit Sicht bis zur Schwäbischen Alb und bei klarer Sicht bis zu den Alpen.

Von heimatgeschichtlichem Interesse ist auch, dass mit Urkunde vom 22. April 1561 der württembergische Reformator Johannes Brenz die Fautsburg (Vogtsburg) vom württembergischen Herzog als Lehen erhielt. Zum Lehen gehörten außer Wiesen und Ackern auch die Holz- und Wassergerechtigkeit sowie die Fautsberger Sägemühle (Aichelberger Sägemühle).
Die Orte Aichelberg, Meistern, Hünerberg, Kälbermühle und Rehmühle bildeten 1850 die Gemeinde Bergorte. Vorher gehörten sie im Rahmen der Herrschaft Vogtsberg jahrhundertelang zum Stab Neuweiler, einem Unteramt der Vogtei Calw. 1938 erhielt die Gemeinde den Namen Aichelberg. Vor dem Hintergrund der ab dem Jahr 1972 stattfindenden landesweiten Gemeindegebietsreform in Baden-Württemberg beschloss der Aichelberger Gemeinderat 1973 die Eingemeindung zur Nachbargemeinde Simmersfeld zu beantragen. Im Rahmen eines Bürgerbegehrens wurde am 11. November 1973 durch die Bürger mit Mehrheit ein Zusammenschluss mit Wildbad (dem heutigen Bad Wildbad) beschlossen, so dass 1974 die freiwillige Eingemeindung nach Wildbad im Schwarzwald erfolgte.
Die Einwohner lebten früher überwiegend von der Land- und Waldwirtschaft. Dieser Ortsteil ist heute eine Wohngemeinde mit landwirtschaftlichen Haupt- und Nebenerwerbsbetrieben sowie mit Handwerks- und Gastronomiebetrieben. Der gemäßigte Tourismus hat einen bedeutenden Stellenwert eingenommen. Der im Jahr 2008 eingeweihte Fautsburg-Rundwanderweg bzw. historische Rundwanderweg Fautsburg stellt die Geschichte der Bergorte und der Region anschaulich dar. Jährlich findet am 24. Dezember die Waldweihnacht mit lebender Krippe am Waldrand von Aichelberg statt.

### Räumliche Entwicklung des Stadtgebiets
Am 1. Januar 1974 wurde Aichelberg nach Wildbad im Schwarzwald auf Grundlage eines Bürgerbegehrens eingemeindet. Die Stadt wurde am 1. Juli 1974 durch den Zusammenschluss von Wildbad im Schwarzwald mit der Gemeinde Calmbach neu gebildet. Seit 1990 heißt sie Bad Wildbad.

## Religionen
Seit der Reformation ist Bad Wildbad evangelisch geprägt, doch gibt es heute auch wieder eine römisch-katholische Gemeinde in der Stadt. Neben den beiden großen Konfessionen gibt es nunmehr auch eine eigene Gemeinde des Liebenzeller Gemeinschaftsverbandes in Calmbach, eine adventistische, eine evangelisch-methodistische und eine neuapostolische Gemeinde sowie Zeugen Jehovas.
Es gab keine jüdische Gemeinde. Gut belegt ist die Tätigkeit jüdischer Ärzte und Gastronomen Anfang des zwanzigsten Jahrhunderts. Mehrere Personen sind 1942 in Konzentrationslagern gestorben. Der Bad Wildbader Hotelier Aurel Radowitz musste 1941 in das benachbarte Enzklösterle umziehen. Er wurde 1942 aus Enzklösterle deportiert und starb am 5. November 1942 in Auschwitz. In Enzklösterle wurden in Erinnerung an Aurel Radowitz und seine Frau Martha zwei Stolpersteine verlegt.

## Bevölkerungsentwicklung
Von 1995 bis 2012 erlebte Wildbad eine negative Bevölkerungsentwicklung, ausgelöst durch den Wegzug junger Bevölkerungsschichten in Universitätsstädte und zur Arbeitsaufnahme.
Der Bevölkerungsrückgang im Zeitraum 2001 bis 2010 betrug etwa 7 Prozent. Das Durchschnittsalter ist im gleichen Zeitraum von 43,0 auf 46,3 Jahre angestiegen.
Die Bevölkerungsvorausrechnung von 2015 bis 2035 liegt mit einem Wachstum von 2,1 Prozent deutlich unter dem Landesdurchschnitt.
| Jahr          | Bevölkerung |               | Jahr | Bevölkerung   |       | Jahr          | Bevölkerung |  | Jahr | Bevölkerung |
| 1871 (Zensus) | 5010        | 1910 (Zensus) | 7020 | 1956 (Zensus) | 10368 | 2005          | 11055       |  |      |             |
| 1880 (Zensus) | 5725        | 1925 (Zensus) | 8462 | 1961 (Zensus) | 11022 | 2010          | 10521       |  |      |             |
| 1890 (Zensus) | 5730        | 1933 (Zensus) | 8317 | 1965          | 11675 | 2015          | 9876        |  |      |             |
| 1900 (Zensus) | 6081        | 1939 (Zensus) | 8124 | 1970 (Zensus) | 12297 | 2020          | 10386       |  |      |             |
|               |             | 1950 (Zensus) | 9164 | 1975          | 11611 | 2022 (Zensus) | 10368       |  |      |             |
|               |             |               |      | 1980          | 10994 |               |             |  |      |             |
|               |             |               |      | 1985          | 10472 |               |             |  |      |             |
|               |             |               |      | 1990          | 11587 |               |             |  |      |             |
|               |             |               |      | 1995          | 11667 |               |             |  |      |             |
|               |             |               |      | 2000          | 11214 |               |             |  |      |             |

| Jahr          | 2011 | 2012 | 2013 | 2014 | 2015 | 2016 | 2017   | 2018   | 2019   | 2020   | 2021   | 2022   | 2023   |
| Einwohnerzahl | 9537 | 9542 | 9565 | 9637 | 9876 | 9849 | 10.083 | 10.130 | 10.202 | 10.386 | 10.397 | 10.495 | 10.601 |

## Politik

### Gemeinderat
In Bad Wildbad wird der Gemeinderat nach dem Verfahren der unechten Teilortswahl gewählt. Dabei kann sich die Zahl der Gemeinderäte durch Überhangmandate verändern. Der Gemeinderat besteht aus den gewählten ehrenamtlichen Gemeinderäten und dem Bürgermeister als Vorsitzendem. Der Bürgermeister ist im Gemeinderat stimmberechtigt. 
Die Kommunalwahl am 9. Juni 2024 führte zu folgendem vorläufigen Endergebnis (mit Vergleichszahlen voriger Wahlen):
| Parteien und Wählergemeinschaften | Parteien und Wählergemeinschaften                  | 2024    | 2024    |         | 2019    | 2019   | 2014   | 2014   | 2009   | 2009   | 2004   | 2004   | 1999   | 1999 |
| Parteien und Wählergemeinschaften | Parteien und Wählergemeinschaften                  | %       | Sitze   | %       | Sitze   | %      | Sitze  | %      | Sitze  | ! %    | Sitze  | %      | Sitze  |      |
| CDU                               | Christlich Demokratische Union Deutschlands        | 36,51   | 8       | 41,09   | 9       | 44,5   | 10     | 36,3   | 8      | 33,0   | 7      | 27,9   | 7      |      |
| SPD                               | Sozialdemokratische Partei Deutschlands            | 29,93   | 6       | 30,55   | 6       | 28,5   | 6      | 25,0   | 5      | 26,8   | 5      | 18,8   | 4      |      |
| FWV/FDP                           | Freie Wählervereinigung/Freie Demokratische Partei | 23,62   | 5       | 28,36   | 6       | 27,0   | 6      | 18,3   | 4      | 14,9   | 3      | 23,0   | 5      |      |
| AfD                               | Alternative für Deutschland                        | 09,93   | 2       |         |         |        |        |        |        |        |        |        |        |      |
| Grüne                             | Bündnis 90/Die Grünen                              | –       | –       | –       | –       | –      | –      | –      | –      | –      | –      | 4,4    | 1      |      |
|                                   | Wählervereinigungen, Einzelbewerber                | –       | –       | –       | –       | –      | –      | 20,4   | 4      | 25,3   | 5      | 25,8   | 6      |      |
| Gesamt                            | Gesamt                                             | 100     | 21      | 100     | 21      | 100    | 22     | 100    | 21     | 100    | 20     | 100    | 23     |      |
| Wahlbeteiligung                   | Wahlbeteiligung                                    | 50,75 % | 50,75 % | 50,38 % | 50,38 % | 46,0 % | 46,0 % | 47,3 % | 47,3 % | 48,1 % | 48,1 % | 53,8 % | 53,8 % |      |

### Bürgermeister
- 1847–1878: Hermann Mittler
- 1878–1905: Heinrich Baetzner
- 1905–1933: Carl Baetzner
- 1933–1945 und 1949–1959: Paul Kießling
- 1960–1974: Hermann Saam (FDP/DVP)
- 1974–1990: Ulrich Maier
- 1990–1998: Bodo König (SPD)
- 1998–2006: Walter Jocher (Parteilos)
- 2006–2021: Klaus Mack (CDU)
- seit 2022: Marco Gauger (CDU)

Klaus Mack wurde im September 2021 in den Deutschen Bundestag gewählt und legte anschließend das Bürgermeisteramt nieder. Am 13. Februar 2022 wurde Marco Gauger (CDU) im zweiten Wahlgang mit 58,5 Prozent der Stimmen zum Bürgermeister gewählt. Er trat das Amt am 1. April 2022 an.

### Bundestagswahl
Die Bundestagswahlen führte zu folgenden Endergebnissen:
| Parteien               | Parteien                                    | % 2021 | % 2017 | % 2013 | % 2009 | % 2005 | % 2002 | % 1998 |
| ---------------------- | ------------------------------------------- | ------ | ------ | ------ | ------ | ------ | ------ | ------ |
| CDU                    | Christlich Demokratische Union Deutschlands | 27,8   | 36,8   | 49,0   | 35,5   | 39,2   | 45,8   | 37,5   |
| SPD                    | Sozialdemokratische Partei Deutschlands     | 21,9   | 16,0   | 19,1   | 19,3   | 29,5   | 31,7   | 35,0   |
| FDP                    | Freie Demokratische Partei                  | 14,7   | 13,0   | 8,4    | 22,1   | 14,1   | 9,0    | 13,5   |
| AfD                    | Alternative für Deutschland                 | 13,4   | 15,1   | 5,4    | –      | –      | –      | –      |
| Grüne                  | Bündnis 90/Die Grünen                       | 11,5   | 9,5    | 6,8    | 8,4    | 7,9    | 8,5    | 5,9    |
| Linke                  | Die Linke *                                 | 3,0    | 5,4    | 4,7    | 8,3    | 4,1    | 1,0    | 0,9    |
| Sonstige Parteien      | Sonstige Parteien                           | 7,8    | 4,2    | 6,6    | 6,4    | 5,2    | 4,0    | 7,2    |
| Gesamt                 | Gesamt                                      | 100    | 100    | 100    | 100    | 100    | 100    | 100    |
| Wahlbeteiligung (in %) | Wahlbeteiligung (in %)                      | 71,2   | 73,0   | 70,4   | 69,8   | 76,5   | 78,4   | 82,0   |

### Landtagswahlen
Die Landtagswahlen führte zu folgenden Endergebnissen:
| Parteien               | Parteien                                    | % 2021 | % 2016 | % 2011 | % 2006 | % 2001 |
| ---------------------- | ------------------------------------------- | ------ | ------ | ------ | ------ | ------ |
| CDU                    | Christlich Demokratische Union Deutschlands | 31,5   | 33,7   | 45,8   |        | 44,5   |
| Grüne                  | Bündnis 90/Die Grünen                       | 25,9   | 22,3   | 16,1   |        | 4,0    |
| AfD                    | Alternative für Deutschland                 | 12,4   | 18,6   | –      |        | –      |
| FDP                    | Freie Demokratische Partei                  | 9,5    | 9,4    | 7,4    |        | 12,1   |
| SPD                    | Sozialdemokratische Partei Deutschlands     | 9,0    | 11,1   | 21,7   |        | 32,2   |
| Sonstige Parteien      | Sonstige Parteien                           | 11,7   | 4,9    | 9,0    |        | 7,2    |
| Gesamt                 | Gesamt                                      | 88,3   | 95,1   | 91,0   |        | 92,8   |
| Wahlbeteiligung (in %) | Wahlbeteiligung (in %)                      | 54,8   | 65,8   | 60,8   |        | 60,0   |

### Wappen und Flagge
|  |  |

| | Blasonierung: „In Gold zwei grüne Tannen, deren linke die rechte teilweise verdeckt, beide bis zur Mitte überdeckt von einer aus dem Unterrand aufsteigenden und in zwei Strahlen niederfallenden silbernen Fontäne.“ |
| Wappenbegründung: Das Wappen der Bergorte bzw. Aichelbergs zeigt einen goldenen Eichenzweig auf blauem Grund. Der aus der Gemeindereform 1974 hervorgegangenen Stadt Wildbad im Schwarzwald wurde am 11. August 1981 dieses neue Wappen verliehen. Die Bannerflagge der Stadt ist grün-gelb gestreift. Das Stadtwappen ist darauf nicht angebracht. Das Landratsamt Calw hat der aus der Gemeindereform 1974 hervorgegangenen Stadt Wildbad im Schwarzwald am 11. August 1981 das neue Wappen und die Flagge verliehen. | |

### Städtepartnerschaften und kirchliche Partnerschaften
Seit 1981 besteht eine Partnerschaft mit der Gemeinde Cogolin im Département Var in der südfranzösischen Region Provence-Alpes-Côte d’Azur. Bereits vorher fand regelmäßig ein Schüleraustausch statt. Seitens der evangelischen Kirchengemeinde Aichelberg besteht gemeinsam mit der evangelischen Kirchengemeinde Stammheim und der evangelischen Kirchengemeinde Zwerenberg eine Partnerschaft mit der Kirchengemeinde im thüringischen Triptis.

## Wirtschaft und Infrastruktur

### Wirtschaftsunternehmen
Wildbads Wirtschaft besteht primär aus den Wirtschaftszweigen Gesundheit und Tourismus. Seit 1984 ist die Zahl der Tourismusbetriebe um über zwei Drittel gesunken. Von ehemals 105 Tourismus-Betrieben sind 34 übrig geblieben.
Ebenfalls ist die Auslastung dieser Hotels und Pensionen von deutlich über 40 Prozent auf 27 Prozent zurückgegangen. Die Stadt befindet sich im Strukturwandel vom Kurort zur Tourismusstadt.
Die Alfred Gauthier GmbH fertigte Werkzeugmaschinen und Kameraverschlüsse. Im Jahr 1959 beschäftigte sie 3.200 Mitarbeiter. Während des Zweiten Weltkrieges spielte die Alfred Gauthier GmbH eine Schlüsselrolle bei der millionenfachen automatisierten Herstellung von Granatzündern. Im Jahr 2020 beschäftigte sie noch knapp über 300 Mitarbeiter und meldete im Zuge der COVID-19-Pandemie Insolvenz an.
Mit Berthold Technologies, hier gegründet 1949, gibt es einen Anbieter von Prozessmesstechnik, Strahlenschutz und Bioanalytik.
Ebenfalls befindet sich ein Regionalbüro des Schwarzwälder Boten in Wildbad.

### Verkehr

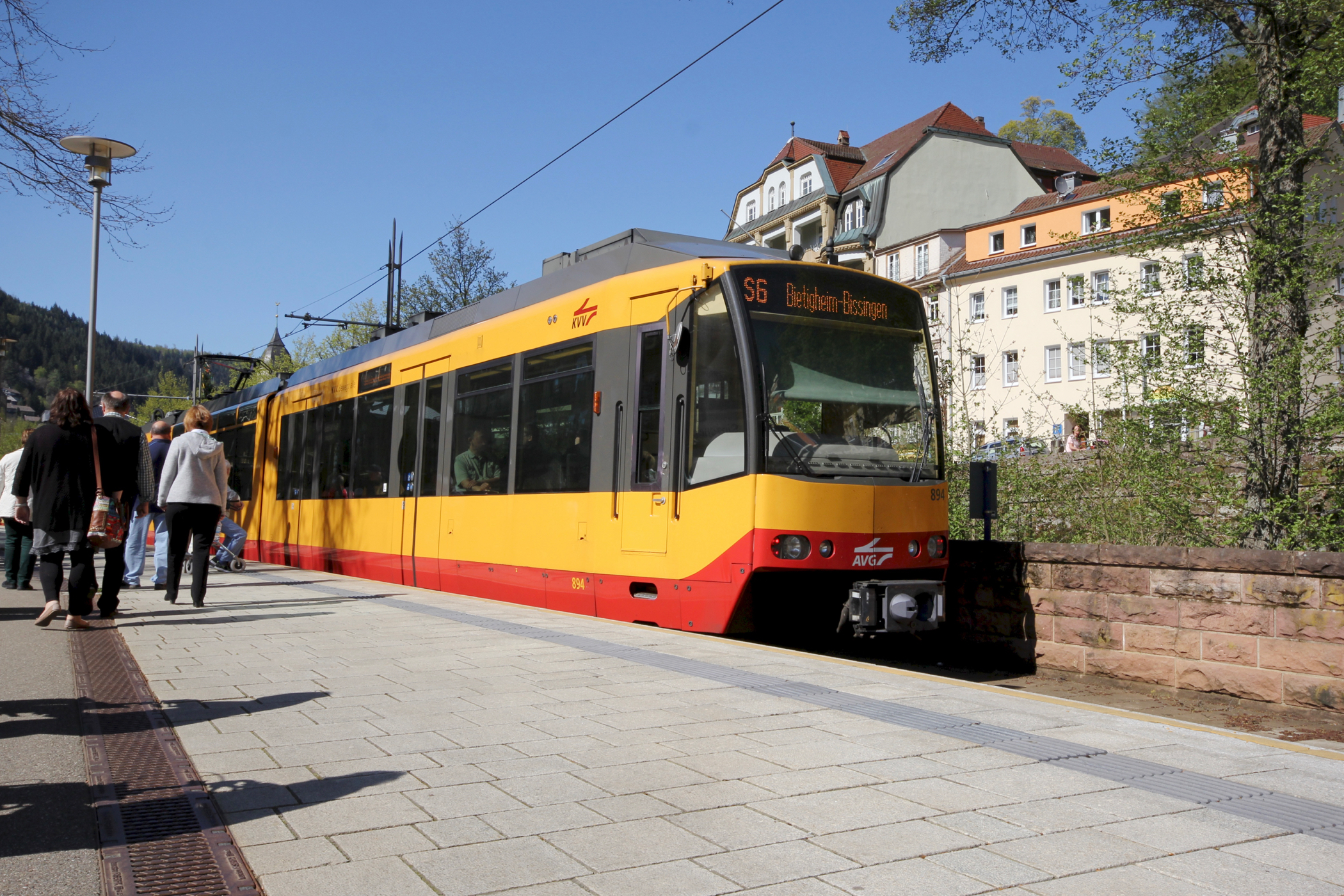
S6 nach Bietigheim in Bad Wildbad

#### Bahnverkehr
Bad Wildbad ist durch die Linie S 6 der Stadtbahn Karlsruhe, die von der Albtal-Verkehrs-Gesellschaft betrieben wird, an das Schienennetz angeschlossen. Die Stadtbahn fährt auf der Strecke der Enztalbahn bis Pforzheim und wird teilweise als S 5 nach Karlsruhe/Wörth am Rhein und bis 2019 auch nach Bietigheim-Bissingen durchgebunden. Im Stadtgebiet gibt es die Haltestellen Kurpark, Uhlandplatz/Sommerbergbahn, Bad Wildbad Bahnhof, Bad Wildbad Nord, Calmbach Süd und Calmbach Bahnhof. Sonn- und feiertags fährt vom 1. Mai bis Mitte Oktober zusätzlich zweimal je Richtung der Ausflugszug Enztäler Radexpress von Stuttgart über Ludwigsburg, Bietigheim-Bissingen, Vaihingen an der Enz, Mühlacker, Pforzheim und Neuenbürg nach Bad Wildbad Bahnhof.

#### Busverkehr
Von 2014 bis 2016 gab es in der Stadt ein Rufbus-System unter der Bezeichnung Centro-Bus mit ca. 100 Haltestellen. 2016 erfolgte dann die Rückkehr zu einer traditionellen Stadtbus-Linie, der Linie 201, betrieben von der Verkehrsgesellschaft Bäderkreis Calw.

#### Sommerbergbahn

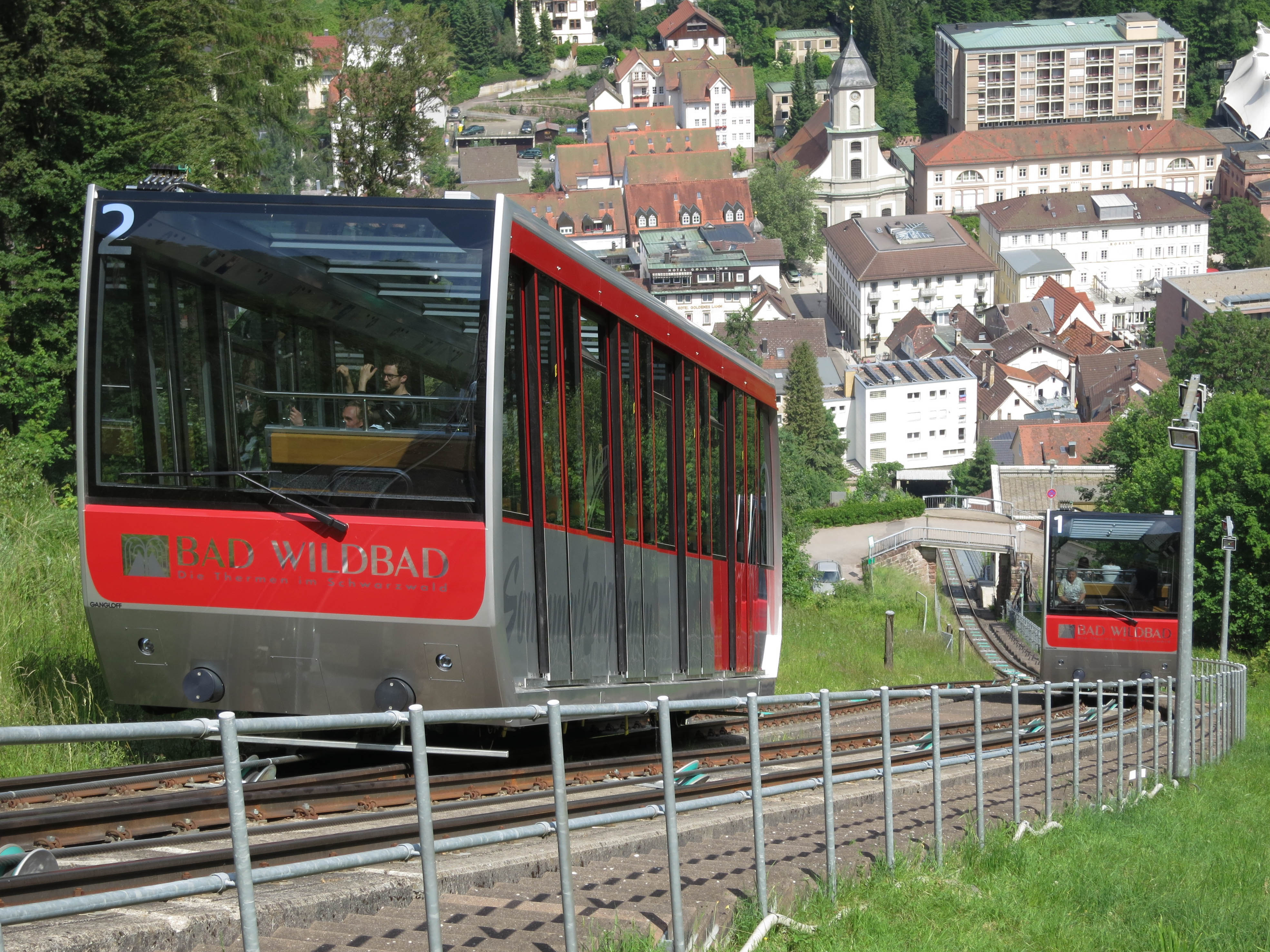
Sommerbergbahn

Die Sommerbergbahn führt auf den Wildbader Hausberg und überwindet dabei eine Höhendifferenz von rund 300 Metern.

#### Meisterntunnel
Der Meisterntunnel wurde 1996 zur Verkehrsentlastung des Orts Bad Wildbad erbaut. Der 1684 Meter lange einröhrige Tunnel ist Teil der Landesstraße 351. Im Januar 2015 hatten die Arbeiten zum Bau eines Fluchtstollens begonnen, die zwischenzeitlich abgeschlossen wurden.

#### Radverkehr
Durch eine Alltagsroute aus dem Radnetz Baden-Württemberg ist Bad Wildbad über Höfen und Neuenbürg mit Pforzheim verbunden. Zudem verlaufen als Landes-Radfernwege durch Bad Wildbad:
- Der Schwarzwald-Panorama-Radweg, der in Pforzheim beginnt und über Bad Wildbad und Enzklösterle nach Waldshut-Tiengen führt
- Der Naturpark-Radweg Schwarzwald Mitte/Nord verläuft rund um selbigen Naturpark und führt dabei von Straubenhardt und Neuenbürg nach Bad Wildbad und auf die Höhen des Schwarzwalds nach Besenfeld und Freudenstadt.

Der Enztal-Radweg ist ein knapp über 100 km langer Radwanderweg und führt durch Bad Wildbad. Er verläuft entlang der Enz von deren Quelle bei Enzklösterle bis zu ihrer Mündung in den Neckar bei Walheim.

### Kureinrichtungen

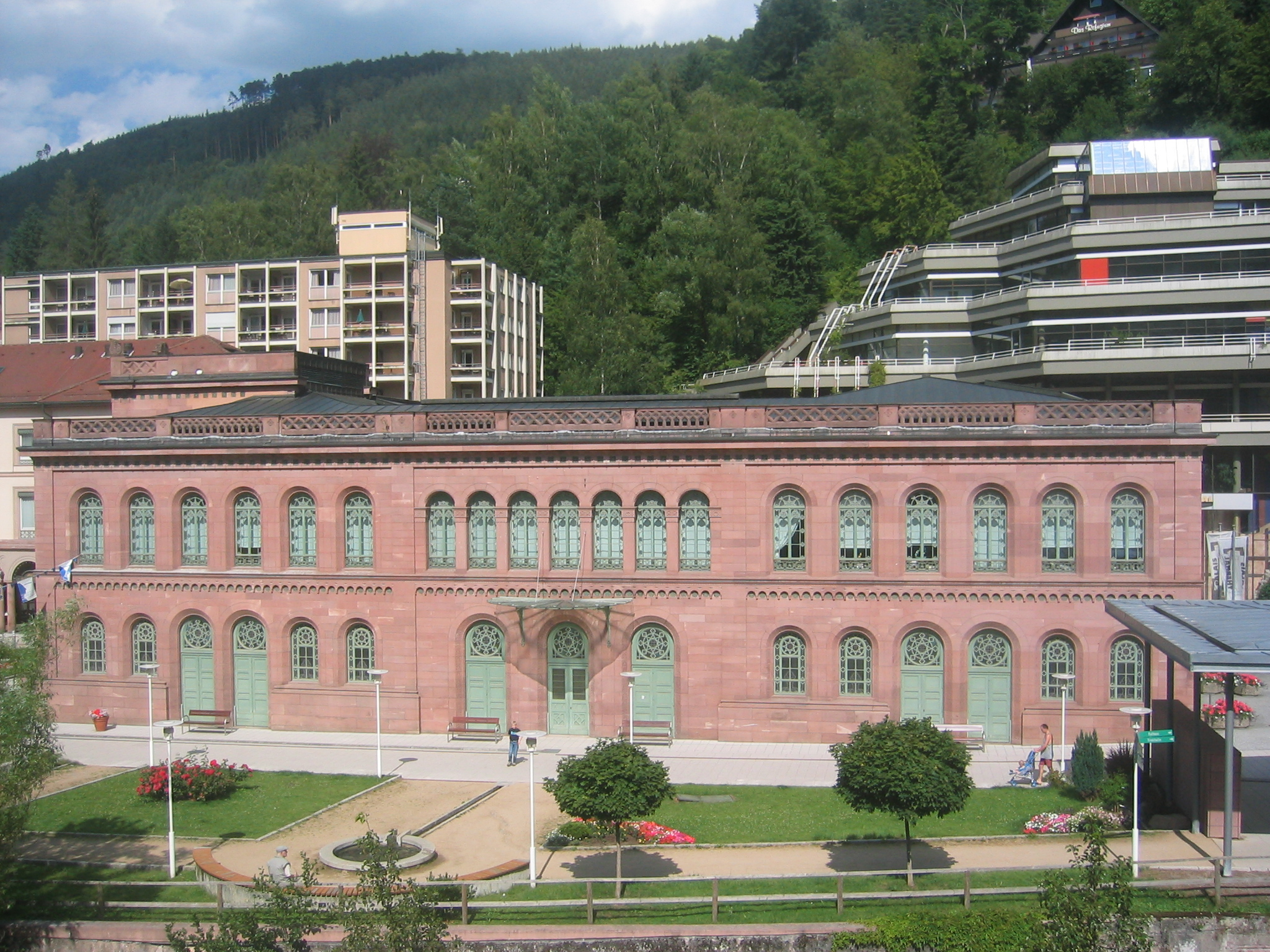
Palais Thermal

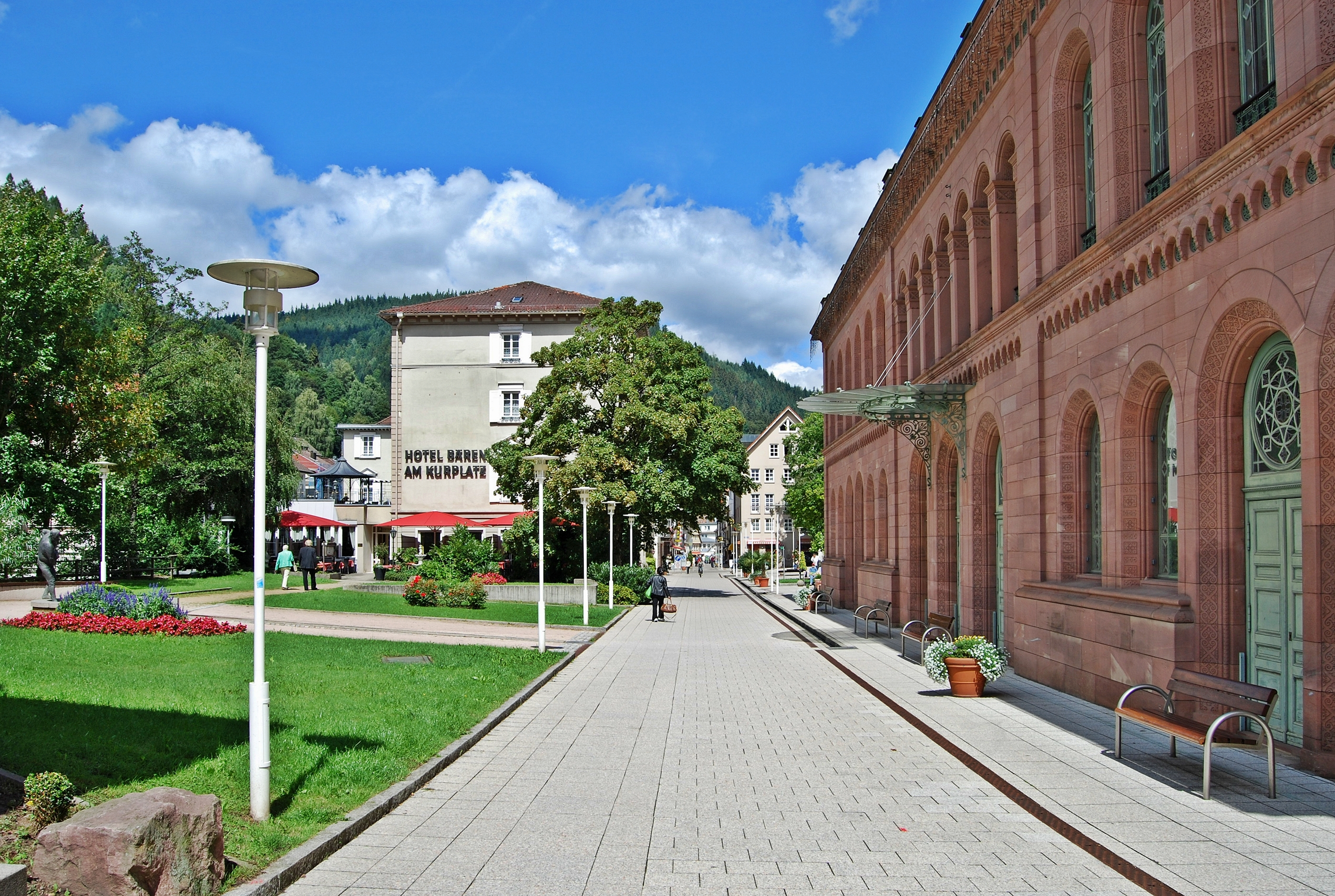
Kurplatz

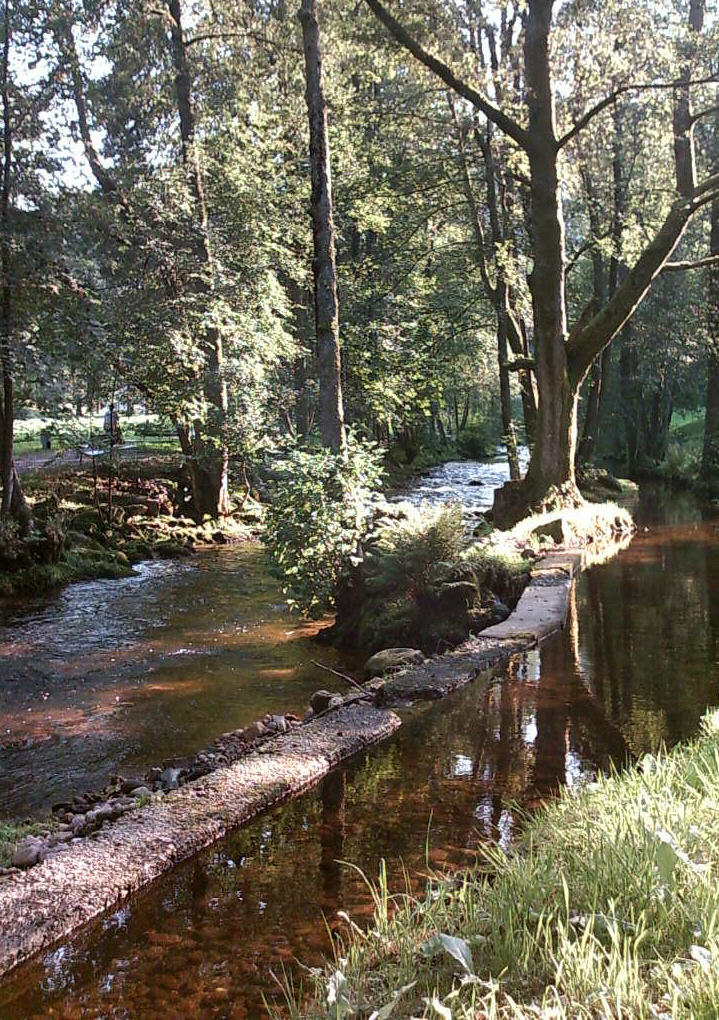
Kurpark mit Enz

Wildbad ist bereits seit dem 15. Jahrhundert als Kurort bekannt. Das Ortsbild wird vor allem durch herausragende Beispiele der Kurarchitektur des 19. und frühen 20. Jahrhunderts geprägt.
- Palais Thermal, 1847 als Graf-Eberhard-Bad erbaut (Fürstenbäder, Maurische Halle, moderne Anbauten)
- Vital Therme (früher Thermalbewegungsbad) mit Innen- und Außenbecken, Saunabereich und Liegewiese
- Sana Kliniken Bad Wildbad mit den Fachbereichen Orthopädie, Rheumatologie und Innere Medizin sowie dem Neurologischen Rehabilitationszentrum Quellenhof[33]. Die Sana Kliniken stellten ihren Betrieb am 31. Juli 2022 ein.[34]
- Forum König-Karls-Bad als Haus des Gastes mit Vortrags-, Lese- und Veranstaltungsräumen
- Kurhaus mit Kursaal für Konzerte und Tanzveranstaltungen
- Königliches Kurtheater, im Juli 2014 nach jahrelanger Renovierung wiedereröffnet

Der Kurpark wurde 1699 angelegt und seitdem immer wieder erweitert. Das weitläufige Wegenetz erstreckt sich rund 1,5 Kilometer beidseits der Enz.

### Bildungseinrichtungen
Bad Wildbad verfügt über alle herkömmlichen Schulformen. Dazu zählt das Enztal-Gymnasium. Die Fünf-Täler-Schule in Calmbach (ehemals Goßweilerschule bzw. Realschule Calmbach) bündelt die Schulformen der Grund-, Werkreal- und Realschule. Der Teilort Aichelberg mit den Bergorten Aichelberg, Hünerberg, Meistern und Rehmühle wird über den Schulverband Simmersfeld grundschultechnisch versorgt. Der Schulverband besteht aus der Gemeinde Simmersfeld und der Stadt Bad Wildbad. Er besteht noch aus der Zeit, als die Bergorte zunächst als Gemeinde Bergorte und später als Gemeinde Aichelberg kommunal selbständig waren. Die Wilhelmschule in Bad Wildbad ist eine zweizügige Grundschule. Außerdem gibt es den Schulverband Grundschule Oberes Enztal für die Teilorte Sprollenhaus und Nonnenmiß (zusammen mit der Gemeinde Enzklösterle) und die Goßweiler Förderschule Calmbach.
Bad Wildbad verfügt zudem über eine Außenstelle des Zentrums für Schulqualität und Lehrerbildung; diese wurde im Gebäude der 2004 stillgelegten Kurklinik eingerichtet. Es finden hier vor allem Fortbildungen für Lehrkräfte Allgemeinbildender Schulen und Sonderpädagogischer Bildungs- und Beratungszentren (SBBZ) statt.

### Freizeit- und Sportanlagen
- Im August 2018 wurde auf dem Sommerberg unweit des Baumwipfelpfads die Fußgänger-Hängebrücke WildLine eröffnet worden. Sie liegt auf dem Märchenweg zwischen Auchhalder-Kopf-Hütte und Heermannsweg, ist 380 Meter lang und wird bis zu 60 Meter über Grund geführt. Die Verantwortlichen rechnen mit ca. 100.000 Besuchern pro Jahr.
- Am 26. September 2014 wurde auf dem Sommerberg der Baumwipfelpfad Schwarzwald eröffnet. Er ist 1250 Meter lang, bis zu 20 Meter hoch und hat einen 38,5 Meter[36] hohen Aussichtsturm, in dessen Innerem sich eine 55 Meter lange Tunnelrutschbahn befindet. Durch seinen barriere- und stufenfreien Aufbau ist er für Rollstuhlfahrer und Kinderwagen geeignet.[37]
- Skilifte und Skiwanderloipen – ansehnlich sind die Skiloipen auf dem Sommerberg, die Bergwaldspur und die Sonneloipe auf dem Aichelberg. Skilifte finden sich auf dem Sommerberg, in Kaltenbronn und Enzklösterle.
- Nordic-Walking-Strecken im Kurpark
- Seit August 2000 ist der Hausberg Bad Wildbads, der Sommerberg, eine Attraktion für Mountainbiker. Die Topographie des Sommerbergs, die Bergbahn und die beiden Skilifte bieten gute Voraussetzungen für die Fans von Biker-X, Dual-Slalom, Freeride- oder Downhill-Strecken. Die Downhill-1-Strecke von Bad Wildbad gilt als eine der anspruchsvollsten Downhill-Strecken in Deutschland. Im April 2019 wurde vom Bundesgerichtshof und dem Oberlandesgericht Stuttgart der Prozess zwischen der Stadt und dem Betreiber der Downhillstrecke über den Transport der Bikefahrer zugunsten der Stadt Bad Wildbad entschieden.[38] Ab 2021 ist eine konzeptionelle Neuausrichtung geplant.
- Waldfreibad Calmbach
- Das Hallenbad wurde geschlossen. Ein Abriss ist geplant.[veraltet]

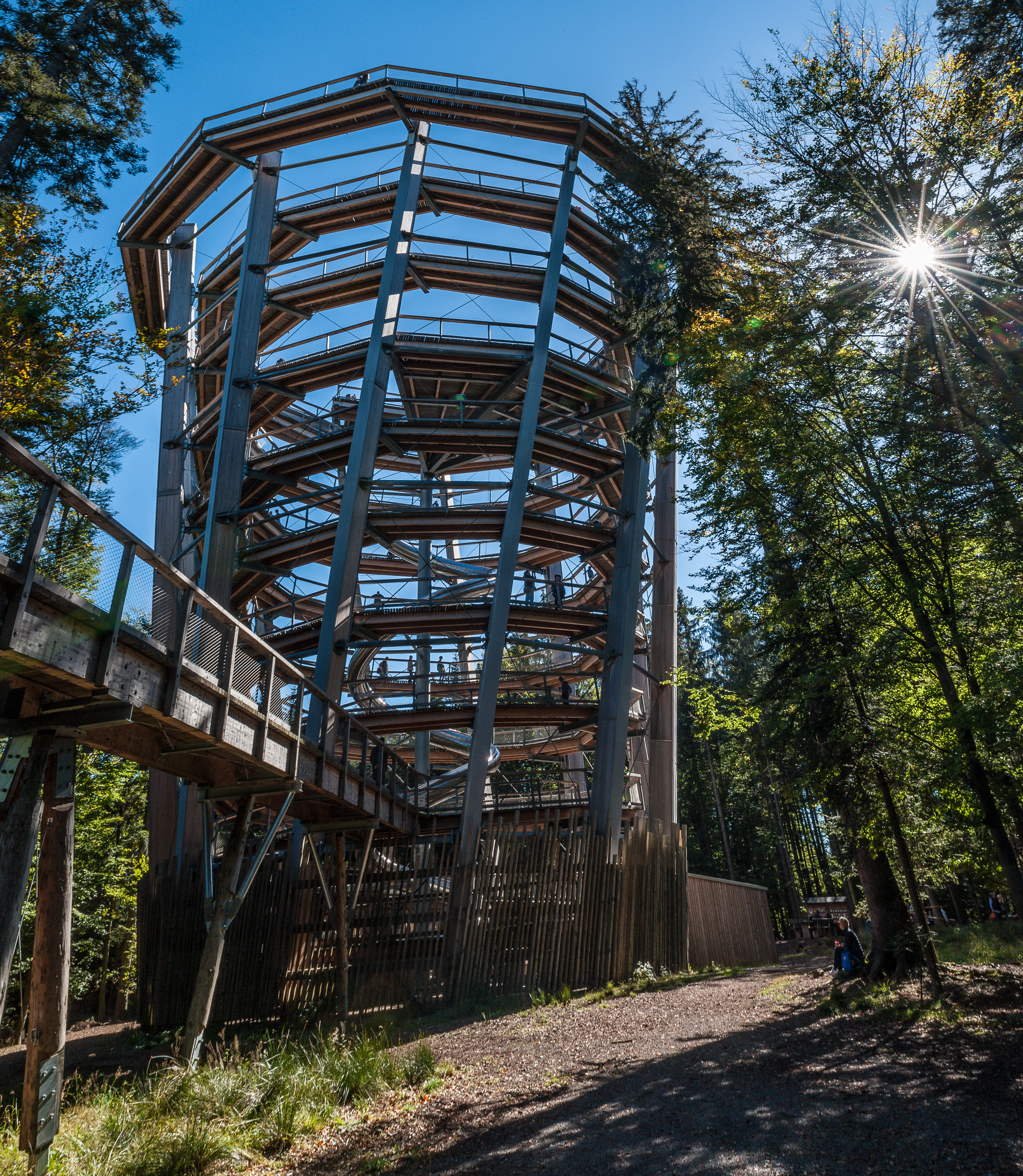
Aussichtsturm am Baumwipfelpfad
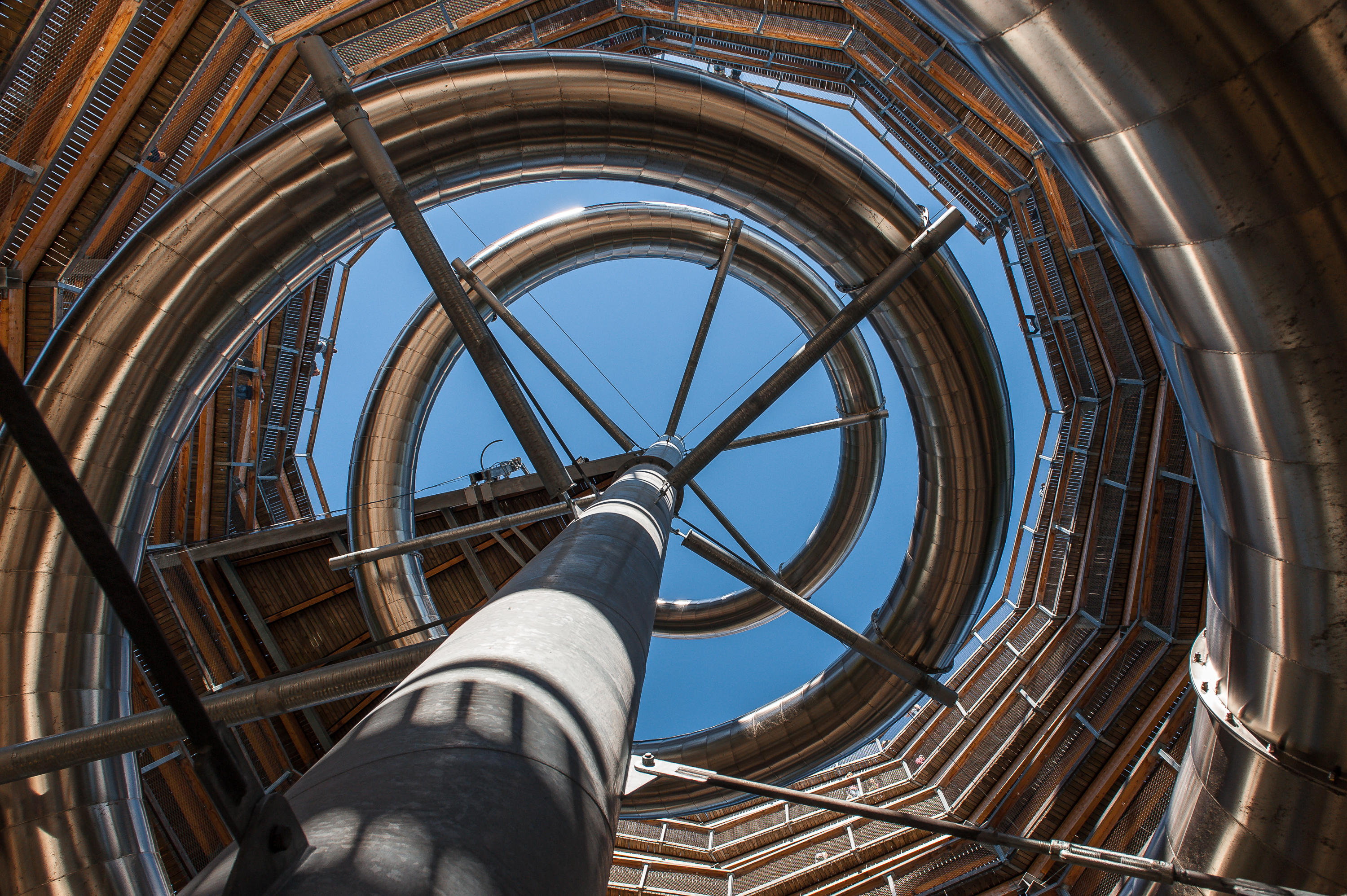
Rutschbahn im Aussichtsturm
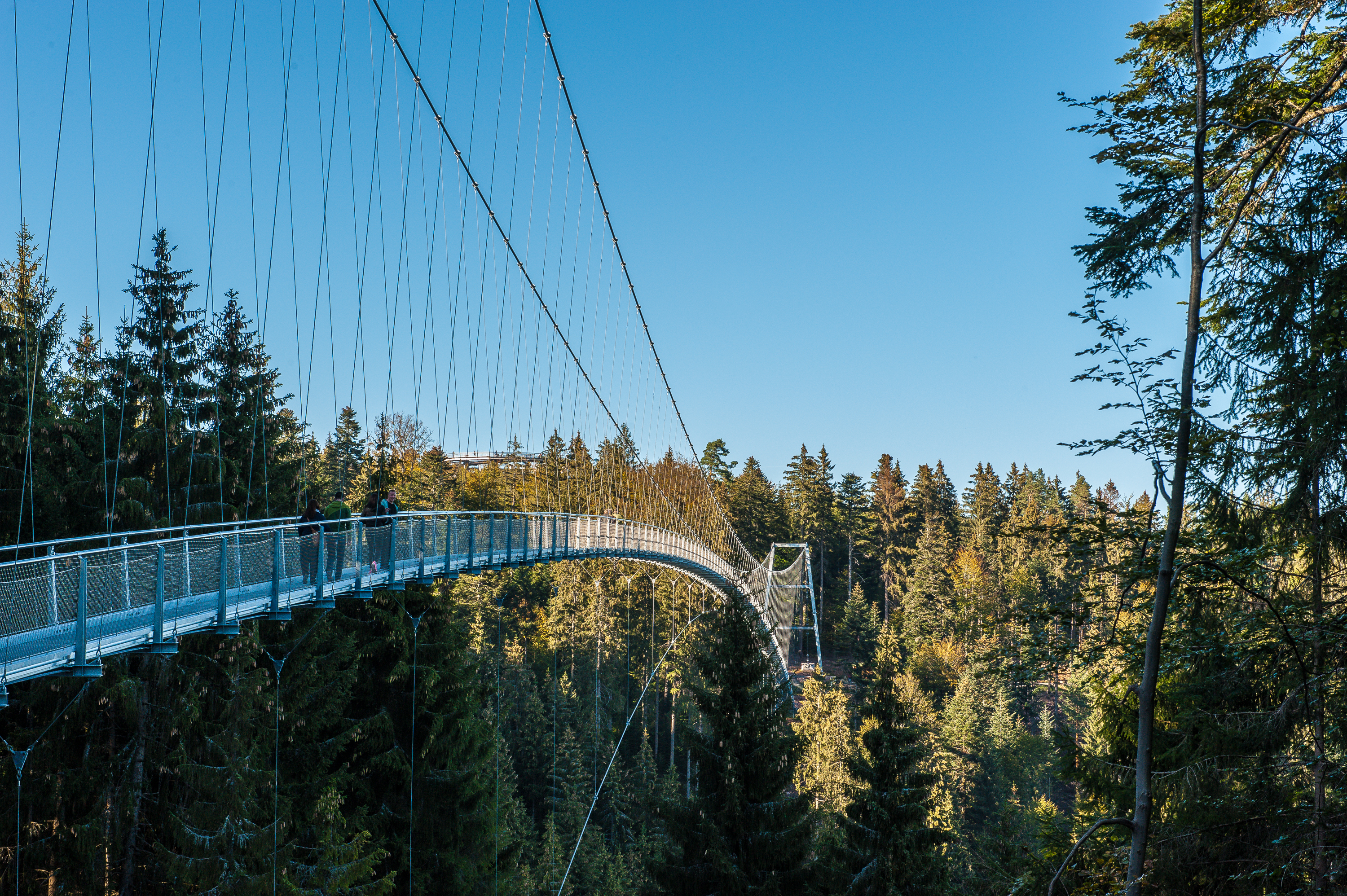
Hängebrücke

### Energieerzeugung und -nutzung
Nach Ankündigung von Klaus Mack Ende Oktober 2019 sollte spätestens Ende 2020 mit dem Bau des Windparks Kälbling begonnen werden. Die drei geplanten Windkrafträder sollen ca. 60 Prozent des Wildbader Strombedarfs decken. Bauträger und Projektleiter ist EnBW.
Ebenfalls gibt es fünf E-Tankstellen im Stadtgebiet.
Die Stadt Bad Wildbad hat 1906 eine Wasserkraftanlage neben der König-Karl-Straße an der Stelle erbaut, wo zuvor eine Sägemühle das Flusswasser nutzte. Im Jahr 1997 wurden die beiden Turbinen überholt und die Generatoren durch neue Technik ersetzt.

### Schuldenlage
Bad Wildbads Schulden pro Einwohner sind trotz des wirtschaftlichen Aufschwungs im Vergleich überdurchschnittlich hoch und steigen seit 2010 kontinuierlich an. Die Steuereinnahmen durch den Wirtschaftsaufschwung konnten nicht genutzt werden.
| Jahr | Kernhaushalt | Eigenbetriebe | Gesamt     | Schulden je Einwohner |
| ---- | ------------ | ------------- | ---------- | --------------------- |
| 2000 | 15.061.000   | 10.093.000    | 25.154.000 | 2.252                 |
| 2005 | 9.140.000    | 15.272.000    | 24.412.000 | 2.192                 |
| 2010 | 8.895.000    | 10.126.000    | 19.020.000 | 1.803                 |
| 2015 | 13.096.000   | 11.065.000    | 24.161.000 | 2.469                 |
| 2016 | 13.598.000   | 10.568.000    | 24.166.000 | 2.447                 |
| 2017 | 14.851.000   | 10.843.000    | 25.694.000 | 2.595                 |
| 2018 | 14.983.000   | 11.622.000    | 26.605.000 | 2.638                 |
| 2019 | 14.815.000   | 12.193.000    | 27.008.000 | 2.665                 |
| 2020 | 16.003.000   | 13.135.000    | 29.138.000 | 2.838                 |
| 2021 | 16.882.000   | 12.970.000    | 29.852.000 | 2.864                 |

Die Schulden der Gemeinde, Eigenbetriebe und Eigengesellschaften beim öffentlichen und nicht-öffentlichen Bereich wurden zum Stichtag 31. Dezember 2019 mit 31,77 Millionen Euro angegeben. Das entsprach 3134 Euro pro Einwohner.
Durch die Missachtung der eigens auferlegten Haushaltssperre durch Klaus Mack ist mit einer weiteren Zunahme der Schulden zu rechnen. Darüber hinaus hat Bad Wildbad die höchste Verschuldungsquote im Nordschwarzwald in Höhe von 12,53 Prozent.

## Kultur und Sehenswürdigkeiten

### Regelmäßige Veranstaltungen

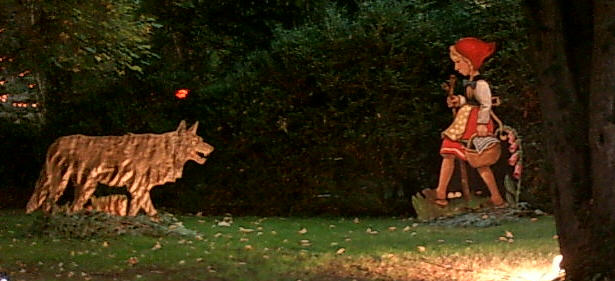
Rotkäppchen und der Wolf, Enzuferillumination

- Aufführungen des jährlichen Opern- und Konzertfestivals Rossini in Wildbad
- Alljährlich im Sommer findet die Enzanlagenbeleuchtung mit Brillantfeuerwerk statt.
- Bad Wildbad ist Austragungsort des jährlich stattfindenden iXS German Downhill Cup (letztmals im Jahr 2014).
- Winterzauber im Kurpark – Der Weihnachtsmarkt findet stets am ersten Wochenende im Dezember statt.
- Aichelberger Waldweihnacht mit lebender Krippe mit Josef, Maria, Jesuskind, Hirten, Engel, Esel und Schafen an Heiligabend
- Pelzmärtle- und Christkindleumgang in den Stadtteilen Sprollenhaus, Nonnenmiß und Christophshof an Heiligabend
- Bei ausreichender Schneelage findet im Winter das traditionelle Fassdaubenrennen auf dem Sommerberg statt. Die leicht gebogenen, mit Riemenbindungen versehenen Fassdauben dienten einst als Ski-Ersatz.

Fautsburg Rundwanderweg und Qualitätswanderweg Aichelberger Traumtour.

### Bauwerke und besondere Kleindenkmale

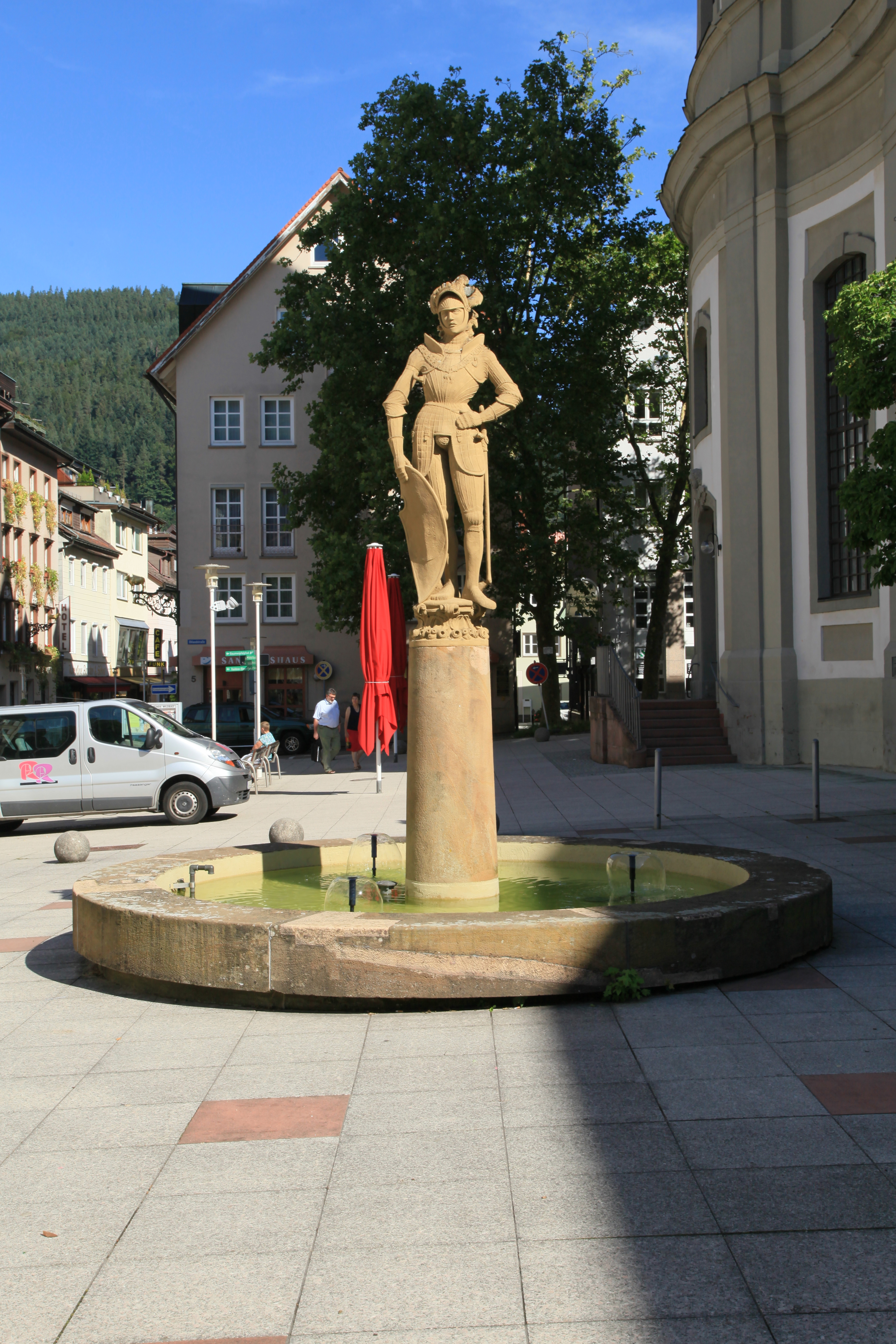
Der Ferdinand am Kurplatz, mit der Brunnenfigur des Wappners

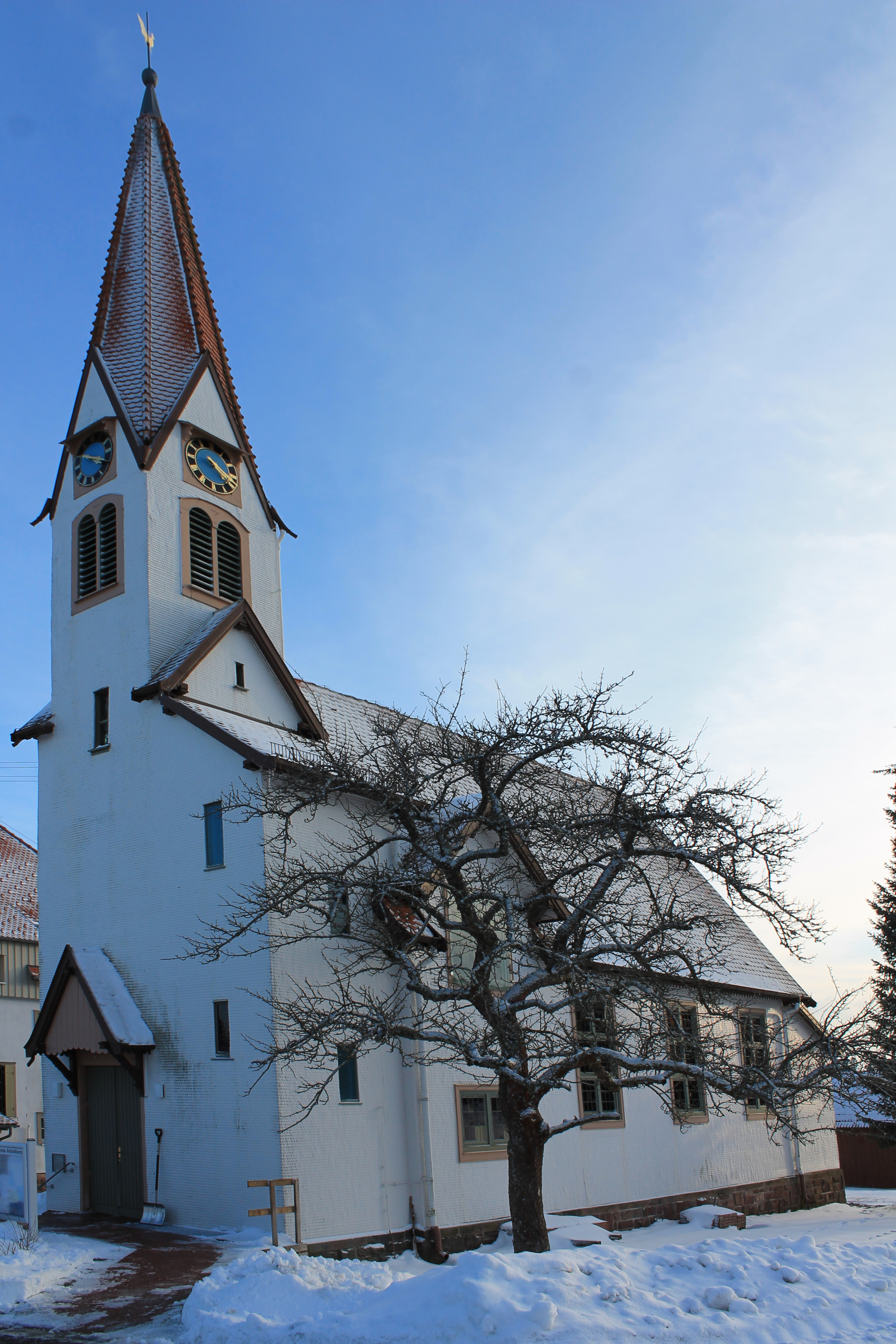
Jugendstilkirche von Aichelberg im Winter